# Lista de obras de arte de Paul Klee

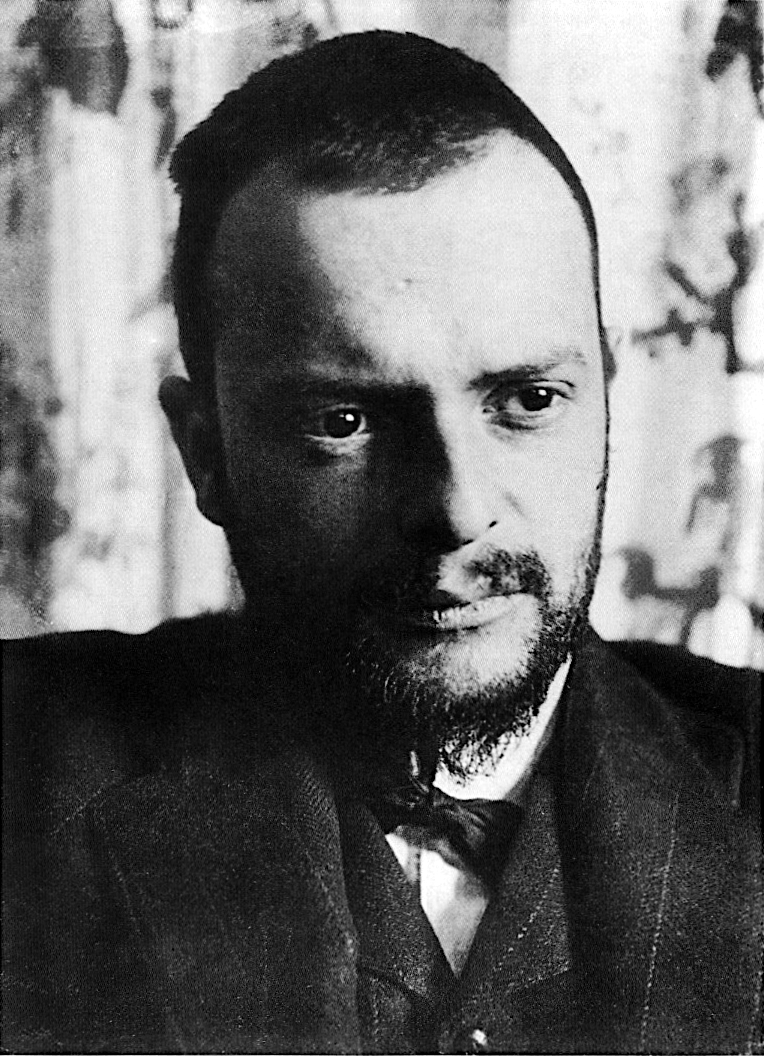
Paul Klee em 1911.

Esta é uma lista de obras de Paul Klee, pintor, professor universitário, artista plástico e artista gráfico alemão.
Paul Klee (1879-1940), nasceu em Münchenbuchsee comuna da Suíça, localizada no Cantão de Berna e faleceu em Muralto é uma comuna da Suíça, no Cantão Tessino. Desenvolveu os seus trabalhos nas cidades de Munique, Berna, Weimar e Düsseldorf.  
No início da carreira esteve na Itália em busca de modelos, mas a sua formatura em pintura e desenho foi desenvolvida na Academia de Belas-Artes de Munique. Em 1920, lecionou na Staatliches-Bauhaus escola de design, artes plásticas e arquitetura de vanguarda na Alemanha a mais importante expressão do que é chamado de Modernismo no design e na arquitetura, sendo a primeira escola de design do mundo.
Entre os fundadores do modernismo, Klee é o menos conhecido. O artista tem cerca de 10 mil obras registradas, o Zentrum Paul Klee da cidade de Berna que foi fundado em 1947 reune a maioria de sua obras.
| Imagem | Título                         | Data | Coleção             | Localização | Gênero | Descrito em |
| ------ | ------------------------------ | ---- | ------------------- | ----------- | ------ | --- |
|        | Figure of the Oriental Theater | 1934 | Phillips Collection |             |        | O identificador "Q111528654" é desconhecido pelo sistema. Utilize um identificador de entidade válido, por favor. |
|        | Monument im Fruchtland         |      |                     |             |        | O identificador "Q106755347" é desconhecido pelo sistema. Utilize um identificador de entidade válido, por favor. |

## Gravura a água forte
| Imagem | Título                     | Data          | Coleção                     | Localização | Gênero | Descrito em |
| ------ | -------------------------- | ------------- | --------------------------- | ----------- | ------ | --- |
|        | Comedian (Invention 4)     | março de 1904 | Museu Solomon R. Guggenheim |             |        | O identificador "Q19883388" é desconhecido pelo sistema. Utilize um identificador de entidade válido, por favor.  |
|        | The Hero with the Wing     | 1905          | Zentrum Paul Klee           |             |        | O identificador "Q111249166" é desconhecido pelo sistema. Utilize um identificador de entidade válido, por favor. |
|        | Aged Phoenix (Invention 9) | 1905          | Museu Solomon R. Guggenheim |             |        | O identificador "Q19883389" é desconhecido pelo sistema. Utilize um identificador de entidade válido, por favor.  |

## aquarela
| Imagem | Título                               | Data                 | Coleção                                                 | Localização                          | Gênero | Descrito em |
| ------ | ------------------------------------ | -------------------- | ------------------------------------------------------- | ------------------------------------ | ------ | --- |
|        | At the Gates of Kairouan             | 1914                 | Zentrum Paul Klee                                       | Zentrum Paul Klee                    |        | O identificador "Q111234489" é desconhecido pelo sistema. Utilize um identificador de entidade válido, por favor. |
|        | View of Saint-Germain                | 1914                 | Museu de Arte de Columbus                               |                                      |        | O identificador "Q111340778" é desconhecido pelo sistema. Utilize um identificador de entidade válido, por favor. |
|        | Ohne Titel                           | 1914                 | Museu das Belas Artes                                   | Kunstmuseum Basel, Print Room        |        | O identificador "Q111480183" é desconhecido pelo sistema. Utilize um identificador de entidade válido, por favor. |
|        | Hammamet with Its Mosque             | 1914                 | Metropolitan Museum of Art                              | Metropolitan Museum of Art           |        | O identificador "Q20189718" é desconhecido pelo sistema. Utilize um identificador de entidade válido, por favor.  |
|        | Der Niesen                           | 1915                 | Museu de Belas Artes                                    | Museu de Belas Artes                 |        | O identificador "Q111955268" é desconhecido pelo sistema. Utilize um identificador de entidade válido, por favor. |
|        | Artisten                             | 1915                 | Museu Solomon R. Guggenheim                             |                                      |        | O identificador "Q19883390" é desconhecido pelo sistema. Utilize um identificador de entidade válido, por favor.  |
|        | Severe landscape in blue             | 1917                 | No/unknown value                                        |                                      |        | O identificador "Q133219001" é desconhecido pelo sistema. Utilize um identificador de entidade válido, por favor. |
|        | Die Idee der Tannen                  | 1917                 | Museu Solomon R. Guggenheim                             |                                      |        | O identificador "Q19883391" é desconhecido pelo sistema. Utilize um identificador de entidade válido, por favor.  |
|        | Hampelmann                           | 1919                 | Museu Solomon R. Guggenheim                             |                                      |        | O identificador "Q19883394" é desconhecido pelo sistema. Utilize um identificador de entidade válido, por favor.  |
|        | Vor dem Fest                         | 1920                 | Museu Solomon R. Guggenheim                             |                                      |        | O identificador "Q19883395" é desconhecido pelo sistema. Utilize um identificador de entidade válido, por favor.  |
|        | Crystal Gradation                    | 1921                 | Museu das Belas Artes                                   | Kunstmuseum Basel, Print Room        |        | O identificador "Q111148828" é desconhecido pelo sistema. Utilize um identificador de entidade válido, por favor. |
|        | Architecture                         | 1921                 | Art Institute of Chicago                                |                                      |        | O identificador "Q124609372" é desconhecido pelo sistema. Utilize um identificador de entidade válido, por favor. |
|        | (Aus dem hohen Lied) II. Fassung     | 1921                 | Museu Solomon R. Guggenheim                             |                                      |        | O identificador "Q19883401" é desconhecido pelo sistema. Utilize um identificador de entidade válido, por favor.  |
|        | Schreck eines Mädchens               | 1922                 | Museu Solomon R. Guggenheim                             |                                      |        | O identificador "Q19883408" é desconhecido pelo sistema. Utilize um identificador de entidade válido, por favor.  |
|        | The Chair-Animal                     | 1922                 | Metropolitan Museum of Art                              | Metropolitan Museum of Art           |        | O identificador "Q19923034" é desconhecido pelo sistema. Utilize um identificador de entidade válido, por favor.  |
|        | The Firmament Above the Temple       | 1922                 | Metropolitan Museum of Art                              | Metropolitan Museum of Art           |        | O identificador "Q20200283" é desconhecido pelo sistema. Utilize um identificador de entidade válido, por favor.  |
|        | Seventeen, Insane                    | 1923                 | Museu das Belas Artes                                   | Kunstmuseum Basel, Print Room        |        | O identificador "Q111479901" é desconhecido pelo sistema. Utilize um identificador de entidade válido, por favor. |
|        | vor dem Blitz                        | 1923                 | Fondation Beyeler                                       | Fondation Beyeler                    |        | O identificador "Q133256025" é desconhecido pelo sistema. Utilize um identificador de entidade válido, por favor. |
|        | Rotation                             | 1923                 | Kunstbesitz der Landeshauptstadt Hannover               | Museu Sprengel Museum August Kestner |        | O identificador "Q133275591" é desconhecido pelo sistema. Utilize um identificador de entidade válido, por favor. |
|        | Dance of the Moth                    | 1923                 | Aichi Prefectural Museum of Art                         | Aichi Prefectural Museum of Art      |        | O identificador "Q135191127" é desconhecido pelo sistema. Utilize um identificador de entidade válido, por favor. |
|        | Tropische Garten Kultur              | 1923                 | Museu Solomon R. Guggenheim                             |                                      |        | O identificador "Q19883413" é desconhecido pelo sistema. Utilize um identificador de entidade válido, por favor.  |
|        | Sängerin der komischen Oper          | 1923                 | Museu Solomon R. Guggenheim                             |                                      |        | O identificador "Q19883416" é desconhecido pelo sistema. Utilize um identificador de entidade válido, por favor.  |
|        | Baum Kultur                          | 1924                 | Museu Solomon R. Guggenheim "degenerate art" collection |                                      |        | O identificador "Q19883419" é desconhecido pelo sistema. Utilize um identificador de entidade válido, por favor.  |
|        | Horizont, Gipfelpunkt und Atmosphäre | 1925                 | Museu Solomon R. Guggenheim "degenerate art" collection |                                      |        | O identificador "Q19912523" é desconhecido pelo sistema. Utilize um identificador de entidade válido, por favor.  |
|        | Inschrift                            | 1926                 | Museu Solomon R. Guggenheim                             |                                      |        | O identificador "Q19912542" é desconhecido pelo sistema. Utilize um identificador de entidade válido, por favor.  |
|        | Eulen Komödie                        | 1926                 | Museu Solomon R. Guggenheim                             |                                      |        | O identificador "Q19912545" é desconhecido pelo sistema. Utilize um identificador de entidade válido, por favor.  |
|        | Dried Up Cataract                    | 1930                 | Busch–Reisinger Museum                                  |                                      |        | O identificador "Q111600245" é desconhecido pelo sistema. Utilize um identificador de entidade válido, por favor. |
|        | In Angel's Care                      | 1931                 | Museu Solomon R. Guggenheim                             |                                      |        | O identificador "Q19912550" é desconhecido pelo sistema. Utilize um identificador de entidade válido, por favor.  |
|        | Public Duel                          | 1932                 | Museu Solomon R. Guggenheim                             |                                      |        | O identificador "Q19912525" é desconhecido pelo sistema. Utilize um identificador de entidade válido, por favor.  |
|        | Two Ways                             | 1932                 | Museu Solomon R. Guggenheim                             | Museu Solomon R. Guggenheim          |        | O identificador "Q19912532" é desconhecido pelo sistema. Utilize um identificador de entidade válido, por favor.  |
|        | Barbarian Sacrifice.                 | 1 de janeiro de 1932 | Museu Solomon R. Guggenheim                             |                                      |        | O identificador "Q19912557" é desconhecido pelo sistema. Utilize um identificador de entidade válido, por favor.  |
|        | Angel, Still Groping                 | 1939                 |                                                         |                                      |        | O identificador "Q29784159" é desconhecido pelo sistema. Utilize um identificador de entidade válido, por favor.  |
|        | Glüht nach                           | 1939                 | Fondation Beyeler                                       | Fondation Beyeler                    |        | O identificador "Q133263013" é desconhecido pelo sistema. Utilize um identificador de entidade válido, por favor. |
|        | Rocks at Night                       | 1939                 | Museu Solomon R. Guggenheim                             |                                      |        | O identificador "Q19912537" é desconhecido pelo sistema. Utilize um identificador de entidade válido, por favor.  |

## desenho
| Imagem | Título                                                          | Data                  | Coleção                                                       | Localização                                       | Gênero              | Descrito em |
| ------ | --------------------------------------------------------------- | --------------------- | ------------------------------------------------------------- | ------------------------------------------------- | ------------------- | --- |
|        | Gemmi Pass, Valais Alps                                         | década de 1890        | Museu Solomon R. Guggenheim                                   |                                                   | pintura de paisagem | O identificador "Q19883382" é desconhecido pelo sistema. Utilize um identificador de entidade válido, por favor.  |
|        | Hilterfingen                                                    | 19 de julho de 1895   | Museu Solomon R. Guggenheim                                   |                                                   |                     | O identificador "Q19883386" é desconhecido pelo sistema. Utilize um identificador de entidade válido, por favor.  |
|        | Thunersee near Schadau                                          | 8 de setembro de 1895 | Museu Solomon R. Guggenheim                                   |                                                   | pintura de paisagem | O identificador "Q19883387" é desconhecido pelo sistema. Utilize um identificador de entidade válido, por favor.  |
|        | Ludwigstrasse                                                   | 1912                  | Galeria Nacional de Arte Desenhos da Galeria Nacional de Arte | Galeria Nacional de Arte                          |                     | O identificador "Q64619066" é desconhecido pelo sistema. Utilize um identificador de entidade válido, por favor.  |
|        | Leiche (Corpse)                                                 | 1913                  | Galeria Nacional de Arte Desenhos da Galeria Nacional de Arte | Galeria Nacional de Arte                          |                     | O identificador "Q64619074" é desconhecido pelo sistema. Utilize um identificador de entidade válido, por favor.  |
|        | Interieur mit der Uhr (Interior with the Clock)                 | 1913                  | Galeria Nacional de Arte Desenhos da Galeria Nacional de Arte | Galeria Nacional de Arte                          |                     | O identificador "Q64619075" é desconhecido pelo sistema. Utilize um identificador de entidade válido, por favor.  |
|        | Movement of Vaulted Chambers                                    | 1915                  | Metropolitan Museum of Art                                    | Metropolitan Museum of Art                        |                     | O identificador "Q20200264" é desconhecido pelo sistema. Utilize um identificador de entidade válido, por favor.  |
|        | Composition with Figures                                        | 1915                  | Galeria Nacional de Arte Desenhos da Galeria Nacional de Arte | Galeria Nacional de Arte                          |                     | O identificador "Q64619077" é desconhecido pelo sistema. Utilize um identificador de entidade válido, por favor.  |
|        | Miniatur mit dem E (Emma)                                       | década de 1910        | Musée d’Art moderne et contemporain de Strasbourg             | Musée d’Art moderne et contemporain de Strasbourg | arte abstrata       | O identificador "Q18938780" é desconhecido pelo sistema. Utilize um identificador de entidade válido, por favor.  |
|        | Hafenbild Nachts                                                | 1917                  | Musée d’Art moderne et contemporain de Strasbourg             | Musée d’Art moderne et contemporain de Strasbourg | nocturne            | O identificador "Q18938754" é desconhecido pelo sistema. Utilize um identificador de entidade válido, por favor.  |
|        | Persische Nachtigallen (Persian Nightingales)                   | 1917                  | Galeria Nacional de Arte Desenhos da Galeria Nacional de Arte | Galeria Nacional de Arte                          |                     | O identificador "Q64619059" é desconhecido pelo sistema. Utilize um identificador de entidade válido, por favor.  |
|        | Mit der Treppe                                                  | 1918                  | Musée d’Art moderne et contemporain de Strasbourg             | Musée d’Art moderne et contemporain de Strasbourg |                     | O identificador "Q18938798" é desconhecido pelo sistema. Utilize um identificador de entidade válido, por favor.  |
|        | Childlike dream on architecture                                 | 1918                  | Museu Nacional de Varsóvia                                    | reserva técnica                                   | figurativismo       | O identificador "Q28940547" é desconhecido pelo sistema. Utilize um identificador de entidade válido, por favor.  |
|        | Fitzlibutzli                                                    | 1918                  | Musée d’Art moderne et contemporain de Strasbourg             | Musée d’Art moderne et contemporain de Strasbourg |                     | O identificador "Q106223057" é desconhecido pelo sistema. Utilize um identificador de entidade válido, por favor. |
|        | Dittlsam                                                        | 1918                  | Musée d’Art moderne et contemporain de Strasbourg             | Musée d’Art moderne et contemporain de Strasbourg | arte abstrata       | O identificador "Q18938721" é desconhecido pelo sistema. Utilize um identificador de entidade válido, por favor.  |
|        | Der Mensch ist der Mund des Herrn                               | 1918                  | Musée d’Art moderne et contemporain de Strasbourg             | Musée d’Art moderne et contemporain de Strasbourg | arte abstrata       | O identificador "Q18938735" é desconhecido pelo sistema. Utilize um identificador de entidade válido, por favor.  |
|        | City of R                                                       | 1919                  | Lenbachhaus                                                   | Lenbachhaus                                       | paisagem de cidade  | O identificador "Q130375073" é desconhecido pelo sistema. Utilize um identificador de entidade válido, por favor. |
|        | Baum und Architektur--Rhythmen (Tree and Architecture--Rhythms) | 1920                  | Galeria Nacional de Arte Desenhos da Galeria Nacional de Arte | Galeria Nacional de Arte                          |                     | O identificador "Q64619071" é desconhecido pelo sistema. Utilize um identificador de entidade válido, por favor.  |
|        | Baum und Architektur-Rhythmen (Tree and Architecture--Rhythms)  | 1920                  | Galeria Nacional de Arte Desenhos da Galeria Nacional de Arte | Galeria Nacional de Arte                          |                     | O identificador "Q64619072" é desconhecido pelo sistema. Utilize um identificador de entidade válido, por favor.  |
|        | Somnabuliczna tancerka                                          | 1921                  | Museu Nacional de Varsóvia                                    | reserva técnica                                   | figurativismo       | O identificador "Q28940578" é desconhecido pelo sistema. Utilize um identificador de entidade válido, por favor.  |
|        | Komischer Reiter (Comic Rider)                                  | 1921                  | Galeria Nacional de Arte Desenhos da Galeria Nacional de Arte | Galeria Nacional de Arte                          |                     | O identificador "Q64619067" é desconhecido pelo sistema. Utilize um identificador de entidade válido, por favor.  |
|        | Feuer Clown I (Fire Clown)                                      | 1921                  | Galeria Nacional de Arte Desenhos da Galeria Nacional de Arte | Galeria Nacional de Arte                          |                     | O identificador "Q64619068" é desconhecido pelo sistema. Utilize um identificador de entidade válido, por favor.  |
|        | Ghost of a Genius                                               | 1922                  | Galerias Nacionais da Escócia                                 | Galerias Nacionais da Escócia                     |                     | O identificador "Q18686011" é desconhecido pelo sistema. Utilize um identificador de entidade válido, por favor.  |
|        | Alter Dampfer (Old Steamboat)                                   | 1922                  | Galeria Nacional de Arte Desenhos da Galeria Nacional de Arte | Galeria Nacional de Arte                          |                     | O identificador "Q64619053" é desconhecido pelo sistema. Utilize um identificador de entidade válido, por favor.  |
|        | Verhexte Tiere (Bewitched Animals)                              | 1922                  | Galeria Nacional de Arte Desenhos da Galeria Nacional de Arte | Galeria Nacional de Arte                          |                     | O identificador "Q64619069" é desconhecido pelo sistema. Utilize um identificador de entidade válido, por favor.  |
|        | Portrait Sketch of a Costumed Lady                              | 1924                  | Museu Solomon R. Guggenheim                                   |                                                   | retrato             | O identificador "Q19912559" é desconhecido pelo sistema. Utilize um identificador de entidade válido, por favor.  |
|        | Medicinal Flora                                                 | 1924                  | Metropolitan Museum of Art                                    | Metropolitan Museum of Art                        |                     | O identificador "Q20200288" é desconhecido pelo sistema. Utilize um identificador de entidade válido, por favor.  |
|        | Grüne Pflanzen Blutlaus (Green Plant-Blood-Louse)               | 1924                  | Galeria Nacional de Arte Desenhos da Galeria Nacional de Arte | Galeria Nacional de Arte                          |                     | O identificador "Q64619061" é desconhecido pelo sistema. Utilize um identificador de entidade válido, por favor.  |
|        | Junger Wald (Young Forest)                                      | 1925                  | Galeria Nacional de Arte Desenhos da Galeria Nacional de Arte | Galeria Nacional de Arte                          |                     | O identificador "Q64619060" é desconhecido pelo sistema. Utilize um identificador de entidade válido, por favor.  |
|        | Mit dem Blauen Häuschen (With the Little Blue Houses)           | 1925                  | Galeria Nacional de Arte Desenhos da Galeria Nacional de Arte | Galeria Nacional de Arte                          |                     | O identificador "Q64619065" é desconhecido pelo sistema. Utilize um identificador de entidade válido, por favor.  |
|        | Wieder Karneval                                                 | 1925                  | Museu de Israel                                               | Museu de Israel                                   |                     | O identificador "Q76627196" é desconhecido pelo sistema. Utilize um identificador de entidade válido, por favor.  |
|        | A Garden for Orpheus                                            | 1926                  |                                                               | Zentrum Paul Klee                                 |                     | O identificador "Q123124668" é desconhecido pelo sistema. Utilize um identificador de entidade válido, por favor. |
|        | Botanical garden, section with the ray-leaved plants            | 1926                  |                                                               | Zentrum Paul Klee                                 |                     | O identificador "Q123125133" é desconhecido pelo sistema. Utilize um identificador de entidade válido, por favor. |
|        | Gemischt (Mixed)                                                | 1927                  | Galeria Nacional de Arte Desenhos da Galeria Nacional de Arte | Galeria Nacional de Arte                          |                     | O identificador "Q64619058" é desconhecido pelo sistema. Utilize um identificador de entidade válido, por favor.  |
|        | Rote Säulen vorbeiziehend (Passing By Red Pillars)              | 1928                  | Galeria Nacional de Arte Desenhos da Galeria Nacional de Arte | Galeria Nacional de Arte                          |                     | O identificador "Q64619073" é desconhecido pelo sistema. Utilize um identificador de entidade válido, por favor.  |
|        | Rysunek z życzeniami urodzinowymi dla żony Otto Ralfsa          | julho de 1928         | Museu Nacional de Varsóvia                                    | reserva técnica                                   | figurativismo       | O identificador "Q28940611" é desconhecido pelo sistema. Utilize um identificador de entidade válido, por favor.  |
|        | A Pious One                                                     | 1 de janeiro de 1931  | Museu Solomon R. Guggenheim                                   |                                                   |                     | O identificador "Q19912555" é desconhecido pelo sistema. Utilize um identificador de entidade válido, por favor.  |
|        | In Readiness                                                    | 1 de janeiro de 1931  | Museu Solomon R. Guggenheim                                   |                                                   |                     | O identificador "Q19912560" é desconhecido pelo sistema. Utilize um identificador de entidade válido, por favor.  |
|        | Dampfer und Segelbōte (Dredger and Sailboat)                    | 1931                  | Galeria Nacional de Arte Desenhos da Galeria Nacional de Arte | Galeria Nacional de Arte                          |                     | O identificador "Q64619054" é desconhecido pelo sistema. Utilize um identificador de entidade válido, por favor.  |
|        | Sleight of Hand                                                 | 1931                  | Museu de Israel                                               | Museu de Israel                                   |                     | O identificador "Q76629806" é desconhecido pelo sistema. Utilize um identificador de entidade válido, por favor.  |
|        | Teatr zwierząt                                                  | 1933                  | Museu Nacional de Varsóvia                                    | reserva técnica                                   | figurativismo       | O identificador "Q28940655" é desconhecido pelo sistema. Utilize um identificador de entidade válido, por favor.  |
|        | Y isolated                                                      | 1937                  | Scharf-Gerstenberg Collection                                 |                                                   |                     | O identificador "Q111528893" é desconhecido pelo sistema. Utilize um identificador de entidade válido, por favor. |
|        | Die Schale des Herzens (Chalice of the Heart)                   | 1937                  | Galeria Nacional de Arte Desenhos da Galeria Nacional de Arte | Galeria Nacional de Arte                          |                     | O identificador "Q64619063" é desconhecido pelo sistema. Utilize um identificador de entidade válido, por favor.  |
|        | Shok (Shock)                                                    | 1938                  | Galeria Nacional de Arte Desenhos da Galeria Nacional de Arte | Galeria Nacional de Arte                          |                     | O identificador "Q64619070" é desconhecido pelo sistema. Utilize um identificador de entidade válido, por favor.  |
|        | Inner Forces                                                    | 1939                  | Metropolitan Museum of Art                                    | Metropolitan Museum of Art                        |                     | O identificador "Q19922165" é desconhecido pelo sistema. Utilize um identificador de entidade válido, por favor.  |
|        | Baroque Centaur (Barocker Kentaur)                              | 1939                  | Galeria Nacional de Arte Desenhos da Galeria Nacional de Arte | Galeria Nacional de Arte                          |                     | O identificador "Q64619064" é desconhecido pelo sistema. Utilize um identificador de entidade válido, por favor.  |
|        | Rechts unfreundlich (Right Unfriendly)                          | 1940                  | Galeria Nacional de Arte Desenhos da Galeria Nacional de Arte | Galeria Nacional de Arte                          |                     | O identificador "Q64619062" é desconhecido pelo sistema. Utilize um identificador de entidade válido, por favor.  |
|        | Devotion                                                        |                       | Museu de Israel                                               | Museu de Israel                                   |                     | O identificador "Q92001549" é desconhecido pelo sistema. Utilize um identificador de entidade válido, por favor.  |

## estampa
| Imagem | Título | Data | Coleção                                                                         | Localização              | Gênero | Descrito em |
| ------ | --- | ---- | ------------------------------------------------------------------------------- | ------------------------ | ------ | --- |
|        | Zwei Männer, einander in höherer Stellung vermutend, begegnen sich (Two Men Meet, Each Believing the Other to Be of Higher Rank | 1903 | Galeria Nacional de Arte Gravuras na Galeria Nacional de Arte Coleção Rosenwald | Galeria Nacional de Arte |        | O identificador "Q65024284" é desconhecido pelo sistema. Utilize um identificador de entidade válido, por favor. |
|        | Perseus (Der Witz hat über das Leid gesiegt) [Perseus-The Triumph of Brain over Body]                                           | 1904 | Galeria Nacional de Arte Gravuras na Galeria Nacional de Arte Coleção Rosenwald | Galeria Nacional de Arte |        | O identificador "Q65024267" é desconhecido pelo sistema. Utilize um identificador de entidade válido, por favor. |
|        | The Monarchist | 1904 | Galeria Nacional de Arte Gravuras na Galeria Nacional de Arte Coleção Rosenwald | Galeria Nacional de Arte |        | O identificador "Q65024283" é desconhecido pelo sistema. Utilize um identificador de entidade válido, por favor. |
|        | Blick auf einen Fluss (View on a River)                                                                                         | 1912 | Galeria Nacional de Arte Gravuras na Galeria Nacional de Arte Coleção Rosenwald | Galeria Nacional de Arte |        | O identificador "Q65024280" é desconhecido pelo sistema. Utilize um identificador de entidade válido, por favor. |
|        | Garden of Passion (Garten der Leidenschaft)                                                                                     | 1913 | Galeria Nacional de Arte Gravuras na Galeria Nacional de Arte Coleção Rosenwald | Galeria Nacional de Arte |        | O identificador "Q65024270" é desconhecido pelo sistema. Utilize um identificador de entidade válido, por favor. |
|        | Small World (Kleinwelt) | 1914 | Galeria Nacional de Arte Gravuras na Galeria Nacional de Arte Coleção Rosenwald | Galeria Nacional de Arte |        | O identificador "Q65024269" é desconhecido pelo sistema. Utilize um identificador de entidade válido, por favor. |
|        | Hope and Destruction (Zerstörung und Hoffnung)                                                                                  | 1916 | Galeria Nacional de Arte Gravuras na Galeria Nacional de Arte Coleção Rosenwald | Galeria Nacional de Arte |        | O identificador "Q65024281" é desconhecido pelo sistema. Utilize um identificador de entidade válido, por favor. |
|        | A Genius Serves a Small Breakfast (Ein Genius serviert ein kleines Frühstück)                                                   | 1920 | Galeria Nacional de Arte Gravuras na Galeria Nacional de Arte Coleção Rosenwald | Galeria Nacional de Arte |        | O identificador "Q65024266" é desconhecido pelo sistema. Utilize um identificador de entidade válido, por favor. |
|        | Park | 1920 | Galeria Nacional de Arte Gravuras na Galeria Nacional de Arte Coleção Rosenwald | Galeria Nacional de Arte |        | O identificador "Q65081699" é desconhecido pelo sistema. Utilize um identificador de entidade válido, por favor. |
|        | Park | 1920 | Galeria Nacional de Arte Gravuras na Galeria Nacional de Arte                   | Galeria Nacional de Arte |        | O identificador "Q75422048" é desconhecido pelo sistema. Utilize um identificador de entidade válido, por favor. |
|        | Queen of Hearts (Herzdame) | 1921 | Galeria Nacional de Arte Gravuras na Galeria Nacional de Arte                   |                          |        | O identificador "Q65576082" é desconhecido pelo sistema. Utilize um identificador de entidade válido, por favor. |
|        | Die Hexe mit dem Kamm (Witch with a Comb)                                                                                       | 1922 | Galeria Nacional de Arte Gravuras na Galeria Nacional de Arte Coleção Rosenwald | Galeria Nacional de Arte |        | O identificador "Q65364100" é desconhecido pelo sistema. Utilize um identificador de entidade válido, por favor. |
|        | The Tight Rope Walker (Seiltänzer)                                                                                              | 1923 | Galeria Nacional de Arte Gravuras na Galeria Nacional de Arte Coleção Rosenwald | Galeria Nacional de Arte |        | O identificador "Q65024263" é desconhecido pelo sistema. Utilize um identificador de entidade válido, por favor. |
|        | Der Verliebte (The Loved One)                                                                                                   | 1923 | Galeria Nacional de Arte Gravuras na Galeria Nacional de Arte Coleção Rosenwald | Galeria Nacional de Arte |        | O identificador "Q65024264" é desconhecido pelo sistema. Utilize um identificador de entidade válido, por favor. |
|        | Height! (Höhe!) | 1928 | Galeria Nacional de Arte Gravuras na Galeria Nacional de Arte Coleção Rosenwald | Galeria Nacional de Arte |        | O identificador "Q65364097" é desconhecido pelo sistema. Utilize um identificador de entidade válido, por favor. |
|        | Old Man Reckoning (Rechnender Greis)                                                                                            | 1929 | Galeria Nacional de Arte Gravuras na Galeria Nacional de Arte Coleção Rosenwald | Galeria Nacional de Arte |        | O identificador "Q65364099" é desconhecido pelo sistema. Utilize um identificador de entidade válido, por favor. |
|        | Old Man Reckoning (Rechnender Greis)                                                                                            | 1929 | Galeria Nacional de Arte Gravuras na Galeria Nacional de Arte                   | Galeria Nacional de Arte |        | O identificador "Q74894379" é desconhecido pelo sistema. Utilize um identificador de entidade válido, por favor. |
|        | Riesenblattlaus |      | Galeria Nacional de Arte Gravuras na Galeria Nacional de Arte                   |                          |        | O identificador "Q65576084" é desconhecido pelo sistema. Utilize um identificador de entidade válido, por favor. |

## litogravura
| Imagem | Título              | Data | Coleção                     | Localização | Gênero | Descrito em |
| ------ | ------------------- | ---- | --------------------------- | ----------- | ------ | --- |
|        | Hoffmannesque Scene | 1921 | Museu Solomon R. Guggenheim |             |        | O identificador "Q19912553" é desconhecido pelo sistema. Utilize um identificador de entidade válido, por favor. |

## obra de arte
| Imagem | Título                              | Data | Coleção                                                       | Localização                    | Gênero | Descrito em |
| ------ | ----------------------------------- | ---- | ------------------------------------------------------------- | ------------------------------ | ------ | --- |
|        | Small World                         | 1914 | Galeria Nacional de Arte Gravuras na Galeria Nacional de Arte | Galeria Nacional de Arte       |        | O identificador "Q76556587" é desconhecido pelo sistema. Utilize um identificador de entidade válido, por favor.  |
|        | Never Ending                        | 1930 | Galeria Nacional de Arte Gravuras na Galeria Nacional de Arte | Galeria Nacional de Arte       |        | O identificador "Q76556590" é desconhecido pelo sistema. Utilize um identificador de entidade válido, por favor.  |
|        | Tisch mit Gaben / Mesa con ofrendas |      | Institut Valencià d'Art Modern                                | Institut Valencià d'Art Modern |        | O identificador "Q106713698" é desconhecido pelo sistema. Utilize um identificador de entidade válido, por favor. |

## pintura
| Imagem | Título                                                     | Data                  | Coleção                                                                          | Localização                                                             | Gênero              | Descrito em |
| ------ | ---------------------------------------------------------- | --------------------- | -------------------------------------------------------------------------------- | ----------------------------------------------------------------------- | ------------------- | --- |
|        | Centrifugales Gedenkblatt                                  |                       | Museum Ludwig                                                                    | Museum Ludwig                                                           |                     | O identificador "Q133098399" é desconhecido pelo sistema. Utilize um identificador de entidade válido, por favor. |
|        | Landscape                                                  | 1905                  | Princeton University Art Museum                                                  | Princeton University Art Museum                                         | pintura de paisagem | O identificador "Q106769065" é desconhecido pelo sistema. Utilize um identificador de entidade válido, por favor. |
|        | Parkweg, mit dem Langen u. d. Hund                         | 1907                  | Scharf-Gerstenberg Collection                                                    | Scharf-Gerstenberg Collection                                           |                     | O identificador "Q107447897" é desconhecido pelo sistema. Utilize um identificador de entidade válido, por favor. |
|        | Ohne Titel (Vase mit Blumen)                               | 1908                  | Museu das Belas Artes                                                            | Museu das Belas Artes                                                   |                     | O identificador "Q131586442" é desconhecido pelo sistema. Utilize um identificador de entidade válido, por favor. |
|        | View onto a Square                                         | 1912                  | Museu Thyssen-Bornemisza                                                         | Museu Thyssen-Bornemisza                                                |                     | O identificador "Q21712214" é desconhecido pelo sistema. Utilize um identificador de entidade válido, por favor.  |
|        | Cacti                                                      | 1912                  | Lenbachhaus                                                                      | Lenbachhaus                                                             |                     | O identificador "Q75392667" é desconhecido pelo sistema. Utilize um identificador de entidade válido, por favor.  |
|        | Friedhofsbau                                               | 1913                  | University of Arizona Museum of Art                                              | University of Arizona Museum of Art                                     |                     | O identificador "Q111600976" é desconhecido pelo sistema. Utilize um identificador de entidade válido, por favor. |
|        | Red and white domes (Rote und weisse Kuppeln)              | 1914                  | Kunstsammlung Nordrhein-Westfalen                                                | Kunstsammlung Nordrhein-Westfalen                                       |                     | O identificador "Q111085881" é desconhecido pelo sistema. Utilize um identificador de entidade válido, por favor. |
|        | Carpet of Memory                                           | 1914                  | Zentrum Paul Klee                                                                | Zentrum Paul Klee                                                       |                     | O identificador "Q111240649" é desconhecido pelo sistema. Utilize um identificador de entidade válido, por favor. |
|        | St.Germain b. Tunis (landeinwärts)                         | 1914                  | Museu Nacional de Arte Moderna                                                   | Museu Nacional de Arte Moderna                                          |                     | O identificador "Q111264683" é desconhecido pelo sistema. Utilize um identificador de entidade válido, por favor. |
|        | Kairuan, Before the Gate                                   | 1914                  | Museu de Arte Moderna de Estocolmo                                               | Museu de Arte Moderna de Estocolmo                                      |                     | O identificador "Q111313659" é desconhecido pelo sistema. Utilize um identificador de entidade válido, por favor. |
|        | Town with the Three Domes                                  | 1914                  | Museu das Belas Artes Im Obersteg Foundation collection                          | Museu das Belas Artes                                                   |                     | O identificador "Q111480744" é desconhecido pelo sistema. Utilize um identificador de entidade válido, por favor. |
|        | On a Motif from Hammamet                                   | 1914                  | Museu das Belas Artes                                                            | Museu das Belas Artes                                                   |                     | O identificador "Q111480755" é desconhecido pelo sistema. Utilize um identificador de entidade válido, por favor. |
|        | Fenster und Palmen                                         | 1914                  | Museu das Belas Artes                                                            | Museu das Belas Artes                                                   |                     | O identificador "Q111717513" é desconhecido pelo sistema. Utilize um identificador de entidade válido, por favor. |
|        | Garden in St. Germain, The European Quarter Near Tunis     | 1914                  | Metropolitan Museum of Art                                                       | Metropolitan Museum of Art                                              |                     | O identificador "Q20200063" é desconhecido pelo sistema. Utilize um identificador de entidade válido, por favor.  |
|        | Untitled                                                   | 1914                  | Metropolitan Museum of Art                                                       | Metropolitan Museum of Art                                              |                     | O identificador "Q20200068" é desconhecido pelo sistema. Utilize um identificador de entidade válido, por favor.  |
|        | After a Sketch from Zurich (Nach einer Scizze aus Zürich)  | 1914                  | Fundação Barnes                                                                  | Fundação Barnes                                                         |                     | O identificador "Q28127866" é desconhecido pelo sistema. Utilize um identificador de entidade válido, por favor.  |
|        | Befestigter Ort                                            | 1914                  | Coleções de Pinturas do Estado da Baviera                                        | Coleções de Pinturas do Estado da Baviera                               |                     | O identificador "Q30072861" é desconhecido pelo sistema. Utilize um identificador de entidade válido, por favor.  |
|        | Abstract Architectural Composition with Dark Yellow Ball   | 1915                  | KODE Art museums and composer homes                                              | KODE Art museums and composer homes                                     | arte abstrata       | O identificador "Q111449484" é desconhecido pelo sistema. Utilize um identificador de entidade válido, por favor. |
|        | Tropical Forrest                                           | 1915                  | Galeria Nacional de Praga                                                        | Veletržní palác                                                         |                     | O identificador "Q117216843" é desconhecido pelo sistema. Utilize um identificador de entidade válido, por favor. |
|        | Landscape with Flags; Houses with Flags                    | 1915                  | Museu Sprengel                                                                   | Museu Sprengel                                                          |                     | O identificador "Q132624318" é desconhecido pelo sistema. Utilize um identificador de entidade válido, por favor. |
|        | Introducing the Miracle                                    | 1916                  | Museu de Arte Moderna                                                            | Museu de Arte Moderna                                                   |                     | O identificador "Q19883761" é desconhecido pelo sistema. Utilize um identificador de entidade válido, por favor.  |
|        | City of Towers                                             | 1916                  | Museu de Arte de Filadélfia                                                      | Museu de Arte de Filadélfia                                             |                     | O identificador "Q20816549" é desconhecido pelo sistema. Utilize um identificador de entidade válido, por favor.  |
|        | Ab ovo                                                     | 1917                  | Zentrum Paul Klee                                                                | Zentrum Paul Klee                                                       |                     | O identificador "Q16001328" é desconhecido pelo sistema. Utilize um identificador de entidade válido, por favor.  |
|        | Town-like Construction                                     | 1917                  |                                                                                  |                                                                         |                     | O identificador "Q124609111" é desconhecido pelo sistema. Utilize um identificador de entidade válido, por favor. |
|        | The Chapel                                                 | 1917                  | Fondation Beyeler                                                                | Fondation Beyeler                                                       |                     | O identificador "Q133256177" é desconhecido pelo sistema. Utilize um identificador de entidade válido, por favor. |
|        | Municipal Jewel                                            | 1917                  | Metropolitan Museum of Art                                                       | Metropolitan Museum of Art                                              |                     | O identificador "Q19922221" é desconhecido pelo sistema. Utilize um identificador de entidade válido, por favor.  |
|        | Colorful Architecture                                      | 1917                  | Metropolitan Museum of Art                                                       | Metropolitan Museum of Art                                              | arte abstrata       | O identificador "Q20200795" é desconhecido pelo sistema. Utilize um identificador de entidade válido, por favor.  |
|        | Above mountain summit                                      | 7 de julho de 1917    | Museu Municipal de Haia                                                          | Museu Municipal de Haia                                                 |                     | O identificador "Q111718469" é desconhecido pelo sistema. Utilize um identificador de entidade válido, por favor. |
|        | With the Eagle                                             | 1918                  | Zentrum Paul Klee                                                                | Zentrum Paul Klee                                                       |                     | O identificador "Q111467277" é desconhecido pelo sistema. Utilize um identificador de entidade válido, por favor. |
|        | Composition with the Yellow Half-Moon and the Y            | 1918                  | Metropolitan Museum of Art                                                       | Metropolitan Museum of Art                                              |                     | O identificador "Q19922987" é desconhecido pelo sistema. Utilize um identificador de entidade válido, por favor.  |
|        | Bird Comedy                                                | 1918                  | Metropolitan Museum of Art                                                       | Metropolitan Museum of Art                                              |                     | O identificador "Q20200715" é desconhecido pelo sistema. Utilize um identificador de entidade válido, por favor.  |
|        | Habor Scene                                                | 1918                  | Coleções de Pinturas do Estado da Baviera                                        | Coleções de Pinturas do Estado da Baviera                               |                     | O identificador "Q29910494" é desconhecido pelo sistema. Utilize um identificador de entidade válido, por favor.  |
|        | A City Street                                              | 1918                  | Museu de Israel                                                                  | Museu de Israel                                                         |                     | O identificador "Q76629165" é desconhecido pelo sistema. Utilize um identificador de entidade válido, por favor.  |
|        | Cosmic Composition                                         | 1919                  | Kunstsammlung Nordrhein-Westfalen                                                | Kunstsammlung Nordrhein-Westfalen                                       | arte abstrata       | O identificador "Q109363512" é desconhecido pelo sistema. Utilize um identificador de entidade válido, por favor. |
|        | Mit der rotierenden Schwarzen Sonne und dem Pfeile         | 1919                  | Fondação Jean e Suzanne Planque                                                  | Chapelle des pénitents blancs                                           |                     | O identificador "Q111449499" é desconhecido pelo sistema. Utilize um identificador de entidade válido, por favor. |
|        | Sumpflegende                                               | 1919                  | Lenbachhaus "degenerate art" collection                                          | Museu Estadual da Baixa Saxônia "degenerate art" collection             |                     | O identificador "Q2365608" é desconhecido pelo sistema. Utilize um identificador de entidade válido, por favor.   |
|        | Tomcat's Turf                                              | 1919                  | Metropolitan Museum of Art                                                       | Metropolitan Museum of Art                                              |                     | O identificador "Q20198445" é desconhecido pelo sistema. Utilize um identificador de entidade válido, por favor.  |
|        | Southern Gardens                                           | 1919                  | Metropolitan Museum of Art                                                       | Metropolitan Museum of Art                                              |                     | O identificador "Q20200262" é desconhecido pelo sistema. Utilize um identificador de entidade válido, por favor.  |
|        | Falling Bird                                               | 1919                  | Metropolitan Museum of Art                                                       | Metropolitan Museum of Art                                              |                     | O identificador "Q20200267" é desconhecido pelo sistema. Utilize um identificador de entidade válido, por favor.  |
|        | Death in the Garden (Legend)                               | 1919                  | Art Institute of Chicago                                                         | Art Institute of Chicago                                                |                     | O identificador "Q20266345" é desconhecido pelo sistema. Utilize um identificador de entidade válido, por favor.  |
|        | Compositie met sterren (Im Bach'sen Stil)                  | 1919                  | Museu Municipal de Haia                                                          | Museu Municipal de Haia                                                 |                     | O identificador "Q24051070" é desconhecido pelo sistema. Utilize um identificador de entidade válido, por favor.  |
|        | The Full Moon                                              | 1919                  | Coleções de Pinturas do Estado da Baviera                                        | Pinakothek der Moderne                                                  |                     | O identificador "Q30080115" é desconhecido pelo sistema. Utilize um identificador de entidade válido, por favor.  |
|        | Villa R                                                    | 1919                  | Museu das Belas Artes                                                            | Museu das Belas Artes "degenerate art" collection                       | pintura de paisagem | O identificador "Q41696660" é desconhecido pelo sistema. Utilize um identificador de entidade válido, por favor.  |
|        | The Thistle Flower House                                   | 1919                  | Museu Städel                                                                     | Museu Städel                                                            | pintura de paisagem | O identificador "Q64790206" é desconhecido pelo sistema. Utilize um identificador de entidade válido, por favor.  |
|        | Märchenbild mit See und Dampfschiff                        | 1919                  | "degenerate art" collection Ruhmeshalle                                          | "degenerate art" collection                                             |                     | O identificador "Q111798932" é desconhecido pelo sistema. Utilize um identificador de entidade válido, por favor. |
|        | Small Harbour Scene                                        | 1919                  | Victoria Art Gallery                                                             | Victoria Art Gallery                                                    |                     | O identificador "Q119181785" é desconhecido pelo sistema. Utilize um identificador de entidade válido, por favor. |
|        | Mondauf-Sonnenuntergang                                    | 1919                  | Museu das Belas Artes                                                            | Museu das Belas Artes                                                   |                     | O identificador "Q131585955" é desconhecido pelo sistema. Utilize um identificador de entidade válido, por favor. |
|        | Camel (en paisagem de ritmos con árvores]                  | 1920                  | Kunstsammlung Nordrhein-Westfalen                                                | Kunstsammlung Nordrhein-Westfalen                                       | pintura de paisagem | O identificador "Q21153070" é desconhecido pelo sistema. Utilize um identificador de entidade válido, por favor.  |
|        | Rose Garden                                                | 1920                  | Lenbachhaus                                                                      | Lenbachhaus                                                             |                     | O identificador "Q75392322" é desconhecido pelo sistema. Utilize um identificador de entidade válido, por favor.  |
|        | Destroyed Place                                            | 1920                  | Lenbachhaus                                                                      | Lenbachhaus                                                             | paisagem de cidade  | O identificador "Q75392863" é desconhecido pelo sistema. Utilize um identificador de entidade válido, por favor.  |
|        | The Village Madwoman                                       | 1920                  |                                                                                  |                                                                         |                     | O identificador "Q111600216" é desconhecido pelo sistema. Utilize um identificador de entidade válido, por favor. |
|        | Hall C. Entrance R2                                        | 1920                  | Museu de arte de Shizuoka                                                        | Museu de arte de Shizuoka                                               |                     | O identificador "Q134435104" é desconhecido pelo sistema. Utilize um identificador de entidade válido, por favor. |
|        | Destroyed Village                                          | 1920                  | Museu Nacional de Arte Moderna de Tóquio                                         | Museu Nacional de Arte Moderna de Tóquio                                |                     | O identificador "Q135225702" é desconhecido pelo sistema. Utilize um identificador de entidade válido, por favor. |
|        | Small Autumn Landscape                                     | 1920                  | Museu Nacional de Arte Moderna de Tóquio                                         | Museu Nacional de Arte Moderna de Tóquio                                |                     | O identificador "Q135225866" é desconhecido pelo sistema. Utilize um identificador de entidade válido, por favor. |
|        | Angelus Novus                                              | 1920                  | Museu de Israel                                                                  | Museu de Israel                                                         |                     | O identificador "Q537640" é desconhecido pelo sistema. Utilize um identificador de entidade válido, por favor.    |
|        | White Blossom in the Garden                                | 1920                  | Museu Solomon R. Guggenheim                                                      | Museu Solomon R. Guggenheim                                             | arte abstrata       | O identificador "Q19883398" é desconhecido pelo sistema. Utilize um identificador de entidade válido, por favor.  |
|        | Redgreen and Violet-Yellow Rhythms                         | 1920                  | Metropolitan Museum of Art                                                       | Metropolitan Museum of Art                                              |                     | O identificador "Q19914529" é desconhecido pelo sistema. Utilize um identificador de entidade válido, por favor.  |
|        | Miraculous Landing, or the "112!"                          | 1920                  | Metropolitan Museum of Art                                                       | Metropolitan Museum of Art                                              |                     | O identificador "Q20189924" é desconhecido pelo sistema. Utilize um identificador de entidade válido, por favor.  |
|        | Temple Gardens                                             | 1920                  | Metropolitan Museum of Art                                                       | Metropolitan Museum of Art                                              | arte abstrata       | O identificador "Q20190781" é desconhecido pelo sistema. Utilize um identificador de entidade válido, por favor.  |
|        | Lovers                                                     | 1920                  | Metropolitan Museum of Art                                                       | Metropolitan Museum of Art                                              |                     | O identificador "Q20199010" é desconhecido pelo sistema. Utilize um identificador de entidade válido, por favor.  |
|        | Theater-Mountain-Construction                              | 1920                  | Metropolitan Museum of Art                                                       | Metropolitan Museum of Art                                              |                     | O identificador "Q20199012" é desconhecido pelo sistema. Utilize um identificador de entidade válido, por favor.  |
|        | Episode at Kairouan                                        | 1920                  | Metropolitan Museum of Art                                                       | Metropolitan Museum of Art                                              |                     | O identificador "Q20200796" é desconhecido pelo sistema. Utilize um identificador de entidade válido, por favor.  |
|        | Schoolhouse                                                | 1920                  | Art Institute of Chicago                                                         | Art Institute of Chicago                                                |                     | O identificador "Q20271705" é desconhecido pelo sistema. Utilize um identificador de entidade válido, por favor.  |
|        | Bad Band (Schlechte Musik Kapelle)                         | 1920                  | Fundação Barnes                                                                  | Fundação Barnes                                                         |                     | O identificador "Q28127867" é desconhecido pelo sistema. Utilize um identificador de entidade válido, por favor.  |
|        | Landschaft mit gelbem Kirchturm                            | 1920                  | Coleções de Pinturas do Estado da Baviera                                        | Coleções de Pinturas do Estado da Baviera                               | pintura de paisagem | O identificador "Q30079146" é desconhecido pelo sistema. Utilize um identificador de entidade válido, por favor.  |
|        | Rotes Villenquartier                                       | 1920                  | Museu de Arte Moderna de São Francisco                                           | Museu de Arte Moderna de São Francisco                                  |                     | O identificador "Q50323208" é desconhecido pelo sistema. Utilize um identificador de entidade válido, por favor.  |
|        | The Lamb                                                   | 1920                  | Museu Städel                                                                     | Museu Städel                                                            | arte abstrata       | O identificador "Q64787178" é desconhecido pelo sistema. Utilize um identificador de entidade válido, por favor.  |
|        | Tempel Wandmalerei II (Temple wall painting II)            | 1920                  | Seattle Art Museum                                                               | Seattle Art Museum                                                      |                     | O identificador "Q77869741" é desconhecido pelo sistema. Utilize um identificador de entidade válido, por favor.  |
|        | Rhythmische Baumlandschaft                                 | 1920                  | "degenerate art" collection Ruhmeshalle                                          | "degenerate art" collection                                             |                     | O identificador "Q111798935" é desconhecido pelo sistema. Utilize um identificador de entidade válido, por favor. |
|        | Rhythm of the Windows                                      | 1920                  | "degenerate art" collection Staatsgalerie Stuttgart                              | Staatsgalerie Stuttgart                                                 |                     | O identificador "Q111798944" é desconhecido pelo sistema. Utilize um identificador de entidade válido, por favor. |
|        | Wohin?                                                     | 1920                  | "degenerate art" collection Museu Städel Museo civico e archeologico             | "degenerate art" collection                                             |                     | O identificador "Q111798950" é desconhecido pelo sistema. Utilize um identificador de entidade válido, por favor. |
|        | Rotating House                                             | 1921                  | Museu Thyssen-Bornemisza                                                         | Museu Thyssen-Bornemisza                                                |                     | O identificador "Q21711782" é desconhecido pelo sistema. Utilize um identificador de entidade válido, por favor.  |
|        | Fugue in red                                               | 1921                  |                                                                                  |                                                                         |                     | O identificador "Q111353485" é desconhecido pelo sistema. Utilize um identificador de entidade válido, por favor. |
|        | The Saint of the Inner Light                               | 1921                  | Scharf-Gerstenberg Collection                                                    | Scharf-Gerstenberg Collection                                           |                     | O identificador "Q111528855" é desconhecido pelo sistema. Utilize um identificador de entidade válido, por favor. |
|        | A Young Lady's Adventure                                   | 1921                  | Tate Modern                                                                      | Tate Modern                                                             |                     | O identificador "Q111530781" é desconhecido pelo sistema. Utilize um identificador de entidade válido, por favor. |
|        | Picture of a City (Red/ Green Accents)                     | 1921                  | Staatsgalerie Stuttgart                                                          | Staatsgalerie Stuttgart                                                 |                     | O identificador "Q129176192" é desconhecido pelo sistema. Utilize um identificador de entidade válido, por favor. |
|        | Tropische Dämmerung                                        | 1921                  | Fondation Beyeler                                                                | Fondation Beyeler                                                       |                     | O identificador "Q133262922" é desconhecido pelo sistema. Utilize um identificador de entidade válido, por favor. |
|        | Women's Pavilion                                           | 1921                  | Aichi Prefectural Museum of Art                                                  | Aichi Prefectural Museum of Art                                         |                     | O identificador "Q135225666" é desconhecido pelo sistema. Utilize um identificador de entidade válido, por favor. |
|        | Night Feast                                                | 1921                  | Museu Solomon R. Guggenheim                                                      | Museu Solomon R. Guggenheim                                             | pintura de paisagem | O identificador "Q19882673" é desconhecido pelo sistema. Utilize um identificador de entidade válido, por favor.  |
|        | The Pathos of Fertility                                    | 1921                  | Metropolitan Museum of Art                                                       | Metropolitan Museum of Art                                              |                     | O identificador "Q20198818" é desconhecido pelo sistema. Utilize um identificador de entidade válido, por favor.  |
|        | All Souls' Picture                                         | 1921                  | Metropolitan Museum of Art                                                       | Metropolitan Museum of Art                                              | arte abstrata       | O identificador "Q20200300" é desconhecido pelo sistema. Utilize um identificador de entidade válido, por favor.  |
|        | Adam and Little Eve                                        | 1921                  | Metropolitan Museum of Art                                                       | Metropolitan Museum of Art                                              |                     | O identificador "Q20200787" é desconhecido pelo sistema. Utilize um identificador de entidade válido, por favor.  |
|        | Primeval Couple                                            | 1921                  | Coleções de Pinturas do Estado da Baviera                                        | Coleções de Pinturas do Estado da Baviera                               |                     | O identificador "Q29899141" é desconhecido pelo sistema. Utilize um identificador de entidade válido, por favor.  |
|        | Pflanzenwachstum↵(Croissance)                              | 1921                  | Museu Nacional de Arte Moderna                                                   | Museu Nacional de Arte Moderna                                          |                     | O identificador "Q128246632" é desconhecido pelo sistema. Utilize um identificador de entidade válido, por favor. |
|        | Tropical Dawn with the Owl                                 | 1921                  | Museu Sprengel                                                                   | Museu Sprengel                                                          |                     | O identificador "Q132623059" é desconhecido pelo sistema. Utilize um identificador de entidade válido, por favor. |
|        | Flower Family V.                                           | 1922                  | Museu Solomon R. Guggenheim                                                      | Museu Solomon R. Guggenheim                                             |                     | O identificador "Q25422385" é desconhecido pelo sistema. Utilize um identificador de entidade válido, por favor.  |
|        | Senecio                                                    | 1922                  | Museu das Belas Artes                                                            | Museu das Belas Artes                                                   | arte abstrata       | O identificador "Q60497141" é desconhecido pelo sistema. Utilize um identificador de entidade válido, por favor.  |
|        | Unstable Equilibrium                                       | 1922                  | Zentrum Paul Klee                                                                | Zentrum Paul Klee                                                       |                     | O identificador "Q111262632" é desconhecido pelo sistema. Utilize um identificador de entidade válido, por favor. |
|        | KN der Schmied                                             | 1922                  | Museu Nacional de Arte Moderna                                                   | Museu Nacional de Arte Moderna                                          |                     | O identificador "Q111264506" é desconhecido pelo sistema. Utilize um identificador de entidade válido, por favor. |
|        | Main Scene from the Ballet "The False Oath"                | 1922                  |                                                                                  |                                                                         |                     | O identificador "Q111681614" é desconhecido pelo sistema. Utilize um identificador de entidade válido, por favor. |
|        | Scheidung Abends                                           | 1922                  | Zentrum Paul Klee                                                                | Zentrum Paul Klee                                                       |                     | O identificador "Q115675962" é desconhecido pelo sistema. Utilize um identificador de entidade válido, por favor. |
|        | Apparatus from the Consulting Room of Dr. Ph.              | 1922                  | Miyagi Museum of Art                                                             | Miyagi Museum of Art                                                    |                     | O identificador "Q134445564" é desconhecido pelo sistema. Utilize um identificador de entidade válido, por favor. |
|        | Twittering Machine                                         | 1922                  | Museu de Arte Moderna                                                            | Museu de Arte Moderna Suíça Alemanha                                    |                     | O identificador "Q3210239" é desconhecido pelo sistema. Utilize um identificador de entidade válido, por favor.   |
|        | Red Balloon                                                | 1922                  | Museu Solomon R. Guggenheim                                                      | Museu Solomon R. Guggenheim                                             | pintura de paisagem | O identificador "Q19882674" é desconhecido pelo sistema. Utilize um identificador de entidade válido, por favor.  |
|        | Vocal Fabric of the Singer Rosa Silber                     | 1922                  | Museu de Arte Moderna                                                            | Museu de Arte Moderna "degenerate art" collection                       |                     | O identificador "Q19883842" é desconhecido pelo sistema. Utilize um identificador de entidade válido, por favor.  |
|        | Popular Wall-Painting                                      | 1922                  | Metropolitan Museum of Art                                                       | Metropolitan Museum of Art                                              |                     | O identificador "Q20190369" é desconhecido pelo sistema. Utilize um identificador de entidade válido, por favor.  |
|        | Tower in Orange and Green                                  | 1922                  | Metropolitan Museum of Art                                                       | Metropolitan Museum of Art                                              |                     | O identificador "Q20200609" é desconhecido pelo sistema. Utilize um identificador de entidade válido, por favor.  |
|        | Mural from the Temple of Longing ↖Thither↗                 | 1922                  | Metropolitan Museum of Art                                                       | Metropolitan Museum of Art                                              |                     | O identificador "Q20200786" é desconhecido pelo sistema. Utilize um identificador de entidade válido, por favor.  |
|        | The Witch with the Comb                                    | 1922                  | Phillips Collection                                                              | Phillips Collection                                                     |                     | O identificador "Q23947107" é desconhecido pelo sistema. Utilize um identificador de entidade válido, por favor.  |
|        | Tanz des trauernden Kindes II                              | 1922                  | Coleções de Pinturas do Estado da Baviera                                        | Coleções de Pinturas do Estado da Baviera                               |                     | O identificador "Q30076417" é desconhecido pelo sistema. Utilize um identificador de entidade válido, por favor.  |
|        | Monument in a Cemetery                                     | 1922                  | Coleções de Pinturas do Estado da Baviera                                        | Coleções de Pinturas do Estado da Baviera                               |                     | O identificador "Q30077363" é desconhecido pelo sistema. Utilize um identificador de entidade válido, por favor.  |
|        | Growth of Night Plants                                     | 1922                  | Coleções de Pinturas do Estado da Baviera                                        | Coleções de Pinturas do Estado da Baviera                               |                     | O identificador "Q30079827" é desconhecido pelo sistema. Utilize um identificador de entidade válido, por favor.  |
|        | Red/Green Architecture (yellow/violet gradation)           | 1922                  | Yale University Art Gallery                                                      | Yale University Art Gallery                                             |                     | O identificador "Q49207092" é desconhecido pelo sistema. Utilize um identificador de entidade válido, por favor.  |
|        | Autumn Flower                                              | 1922                  | Yale University Art Gallery                                                      | Yale University Art Gallery                                             |                     | O identificador "Q49207126" é desconhecido pelo sistema. Utilize um identificador de entidade válido, por favor.  |
|        | Villas for Marionettes (Villen für Marionetten)            | 1922                  | Museu de Arte de Toledo                                                          | Museu de Arte de Toledo                                                 |                     | O identificador "Q78680560" é desconhecido pelo sistema. Utilize um identificador de entidade válido, por favor.  |
|        | Mond über der Stadt                                        | 1922                  | "degenerate art" collection Alte Nationalgalerie                                 | "degenerate art" collection                                             |                     | O identificador "Q111798945" é desconhecido pelo sistema. Utilize um identificador de entidade válido, por favor. |
|        | Still Life with Dice                                       | 1923                  | Museu Thyssen-Bornemisza                                                         | Museu Thyssen-Bornemisza                                                | natureza-morta      | O identificador "Q21712215" é desconhecido pelo sistema. Utilize um identificador de entidade válido, por favor.  |
|        | Architecture                                               | 1923                  |                                                                                  | Neue Nationalgalerie                                                    |                     | O identificador "Q62701395" é desconhecido pelo sistema. Utilize um identificador de entidade válido, por favor.  |
|        | Landscape with Child                                       | 1923                  | Museu de Grenoble                                                                | Museu de Grenoble                                                       | pintura de paisagem | O identificador "Q81076189" é desconhecido pelo sistema. Utilize um identificador de entidade válido, por favor.  |
|        | L’Île engloutie                                            | 1923                  | Lille Métropole - musée d'Art moderne, d'Art contemporain et d'Art brut          | Lille Métropole - musée d'Art moderne, d'Art contemporain et d'Art brut |                     | O identificador "Q111362265" é desconhecido pelo sistema. Utilize um identificador de entidade válido, por favor. |
|        | Seiltänzer                                                 | 1923                  | Osthaus-Museum Hagen                                                             | Osthaus-Museum Hagen                                                    |                     | O identificador "Q111528875" é desconhecido pelo sistema. Utilize um identificador de entidade válido, por favor. |
|        | In the Old Quarter, Numero Thirty-Three                    | 1923                  | Berggruen Museum                                                                 | Berggruen Museum                                                        |                     | O identificador "Q124365489" é desconhecido pelo sistema. Utilize um identificador de entidade válido, por favor. |
|        | Chinese Painting                                           | 1923                  | Miyagi Museum of Art                                                             | Miyagi Museum of Art                                                    |                     | O identificador "Q134445607" é desconhecido pelo sistema. Utilize um identificador de entidade válido, por favor. |
|        | The Barbed Noose with the Mice                             | 1923                  | Metropolitan Museum of Art                                                       | Metropolitan Museum of Art                                              |                     | O identificador "Q19917655" é desconhecido pelo sistema. Utilize um identificador de entidade válido, por favor.  |
|        | Episode Before an Arab Town                                | 1923                  | Metropolitan Museum of Art                                                       | Metropolitan Museum of Art                                              |                     | O identificador "Q19917899" é desconhecido pelo sistema. Utilize um identificador de entidade válido, por favor.  |
|        | Abstract Trio                                              | 1923                  | Metropolitan Museum of Art                                                       | Metropolitan Museum of Art                                              | arte abstrata       | O identificador "Q19922672" é desconhecido pelo sistema. Utilize um identificador de entidade válido, por favor.  |
|        | Static-Dynamic Gradation                                   | 1923                  | Metropolitan Museum of Art                                                       | Metropolitan Museum of Art                                              | arte abstrata       | O identificador "Q20191503" é desconhecido pelo sistema. Utilize um identificador de entidade válido, por favor.  |
|        | Ventriloquist and Crier in the Moor                        | 1923                  | Metropolitan Museum of Art                                                       | Metropolitan Museum of Art                                              |                     | O identificador "Q20200071" é desconhecido pelo sistema. Utilize um identificador de entidade válido, por favor.  |
|        | Classical Grotesque                                        | 1923                  | Metropolitan Museum of Art                                                       | Metropolitan Museum of Art                                              |                     | O identificador "Q20200074" é desconhecido pelo sistema. Utilize um identificador de entidade válido, por favor.  |
|        | Strange Garden                                             | 1923                  | Metropolitan Museum of Art                                                       | Metropolitan Museum of Art                                              |                     | O identificador "Q20200100" é desconhecido pelo sistema. Utilize um identificador de entidade válido, por favor.  |
|        | Architektur                                                | 1923                  | Neue Nationalgalerie                                                             | Neue Nationalgalerie                                                    |                     | O identificador "Q107450803" é desconhecido pelo sistema. Utilize um identificador de entidade válido, por favor. |
|        | Buntes Beet                                                | 1923                  | Museu das Belas Artes                                                            | Museu das Belas Artes                                                   |                     | O identificador "Q131585528" é desconhecido pelo sistema. Utilize um identificador de entidade válido, por favor. |
|        | Signs in the Sky                                           | 1924                  | Museu Solomon R. Guggenheim                                                      | Museu Solomon R. Guggenheim                                             | pintura de paisagem | O identificador "Q19912562" é desconhecido pelo sistema. Utilize um identificador de entidade válido, por favor.  |
|        | Chapel Quaking                                             | 1924                  | Scharf-Gerstenberg Collection                                                    | Scharf-Gerstenberg Collection                                           |                     | O identificador "Q107999465" é desconhecido pelo sistema. Utilize um identificador de entidade válido, por favor. |
|        | A Couple of Gods                                           | 1924                  | Scharf-Gerstenberg Collection                                                    | Scharf-Gerstenberg Collection                                           |                     | O identificador "Q107999502" é desconhecido pelo sistema. Utilize um identificador de entidade válido, por favor. |
|        | A Sound of the Northern Flora                              | 1924                  | Fondação Jean e Suzanne Planque                                                  | Chapelle des pénitents blancs                                           |                     | O identificador "Q111479074" é desconhecido pelo sistema. Utilize um identificador de entidade válido, por favor. |
|        | Cathedral                                                  | 1924                  | Phillips Collection                                                              | Phillips Collection                                                     |                     | O identificador "Q111528637" é desconhecido pelo sistema. Utilize um identificador de entidade válido, por favor. |
|        | Besessenes Mädchen                                         | 1924                  | Fondation Beyeler                                                                | Fondation Beyeler                                                       |                     | O identificador "Q133255994" é desconhecido pelo sistema. Utilize um identificador de entidade válido, por favor. |
|        | Love at First Sight                                        | 1924                  | Museu de Orsay Museu Granet                                                      | Museu Granet                                                            | pintura de género   | O identificador "Q17491129" é desconhecido pelo sistema. Utilize um identificador de entidade válido, por favor.  |
|        | Curtain                                                    | 1924                  | Museu Solomon R. Guggenheim                                                      | Museu Solomon R. Guggenheim                                             |                     | O identificador "Q19882675" é desconhecido pelo sistema. Utilize um identificador de entidade válido, por favor.  |
|        | Actor's Mask                                               | 1924                  | Museu de Arte Moderna                                                            | Museu de Arte Moderna                                                   |                     | O identificador "Q19883892" é desconhecido pelo sistema. Utilize um identificador de entidade válido, por favor.  |
|        | Astrological Fantasy Portrait                              | 1924                  | Metropolitan Museum of Art                                                       | Metropolitan Museum of Art                                              | retrato             | O identificador "Q19917561" é desconhecido pelo sistema. Utilize um identificador de entidade válido, por favor.  |
|        | New House in the Suburbs                                   | 1924                  | Galeria Nacional de Arte                                                         | Galeria Nacional de Arte                                                |                     | O identificador "Q20192501" é desconhecido pelo sistema. Utilize um identificador de entidade válido, por favor.  |
|        | Structural I                                               | 1924                  | Metropolitan Museum of Art                                                       | Metropolitan Museum of Art                                              |                     | O identificador "Q20200076" é desconhecido pelo sistema. Utilize um identificador de entidade válido, por favor.  |
|        | Asiatic God                                                | 1924                  | Art Institute of Chicago                                                         | Art Institute of Chicago                                                |                     | O identificador "Q20268860" é desconhecido pelo sistema. Utilize um identificador de entidade válido, por favor.  |
|        | Sicilian Landscape (Sicilische Landschaft)                 | 1924                  | Fundação Barnes                                                                  | Fundação Barnes                                                         |                     | O identificador "Q28127868" é desconhecido pelo sistema. Utilize um identificador de entidade válido, por favor.  |
|        | Bird Garden                                                | 1924                  | Coleções de Pinturas do Estado da Baviera                                        | Coleções de Pinturas do Estado da Baviera                               |                     | O identificador "Q30076946" é desconhecido pelo sistema. Utilize um identificador de entidade válido, por favor.  |
|        | Flussbaulandschaft                                         | 1924                  | Staatliche Kunsthalle                                                            | Staatliche Kunsthalle                                                   | pintura de paisagem | O identificador "Q104522086" é desconhecido pelo sistema. Utilize um identificador de entidade válido, por favor. |
|        | Abstract Colour Harmony in Squares with Vermilion Accents  | 1924                  | Berggruen Museum                                                                 | Berggruen Museum                                                        |                     | O identificador "Q107452518" é desconhecido pelo sistema. Utilize um identificador de entidade válido, por favor. |
|        | Flussbaulandschaft                                         | 1924                  | "degenerate art" collection Staatliche Kunsthalle                                | "degenerate art" collection                                             |                     | O identificador "Q111798924" é desconhecido pelo sistema. Utilize um identificador de entidade válido, por favor. |
|        | Bird Landscape                                             | 1925                  | Metropolitan Museum of Art                                                       | Metropolitan Museum of Art                                              |                     | O identificador "Q109941933" é desconhecido pelo sistema. Utilize um identificador de entidade válido, por favor. |
|        | Small Village in the Autumn Sun                            | 1925                  | Los Angeles County Museum of Art                                                 | Los Angeles County Museum of Art                                        |                     | O identificador "Q111528834" é desconhecido pelo sistema. Utilize um identificador de entidade válido, por favor. |
|        | Abstraction with Reference to a Flowering Tree             | 1925                  | Museu Nacional de Arte Moderna de Tóquio                                         | Museu Nacional de Arte Moderna de Tóquio                                |                     | O identificador "Q111600090" é desconhecido pelo sistema. Utilize um identificador de entidade válido, por favor. |
|        | Small Portrait of a Girl in Yellow                         | 1925                  | Metropolitan Museum of Art                                                       | Metropolitan Museum of Art                                              | retrato             | O identificador "Q19917862" é desconhecido pelo sistema. Utilize um identificador de entidade válido, por favor.  |
|        | Pintura de maio                                            | 1925                  | Metropolitan Museum of Art                                                       | Metropolitan Museum of Art                                              | arte abstrata       | O identificador "Q19919678" é desconhecido pelo sistema. Utilize um identificador de entidade válido, por favor.  |
|        | Ghost Chamber with the Tall Door (New Version)             | 1925                  | Metropolitan Museum of Art                                                       | Metropolitan Museum of Art                                              |                     | O identificador "Q19921137" é desconhecido pelo sistema. Utilize um identificador de entidade válido, por favor.  |
|        | Oriental Pleasure Garden                                   | 1925                  | Metropolitan Museum of Art                                                       | Metropolitan Museum of Art                                              |                     | O identificador "Q19921302" é desconhecido pelo sistema. Utilize um identificador de entidade válido, por favor.  |
|        | In Memory of an All-Girl Band                              | 1925                  | Metropolitan Museum of Art                                                       | Metropolitan Museum of Art                                              |                     | O identificador "Q20198824" é desconhecido pelo sistema. Utilize um identificador de entidade válido, por favor.  |
|        | Still Life with Fragments                                  | 1925                  | Art Institute of Chicago                                                         | Art Institute of Chicago                                                | natureza-morta      | O identificador "Q20269943" é desconhecido pelo sistema. Utilize um identificador de entidade válido, por favor.  |
|        | Fish Magic                                                 | 1925                  | Museu de Arte de Filadélfia                                                      | Museu de Arte de Filadélfia                                             |                     | O identificador "Q20816550" é desconhecido pelo sistema. Utilize um identificador de entidade válido, por favor.  |
|        | Die Flora der Heide                                        | 1925                  | Coleções de Pinturas do Estado da Baviera                                        | Coleções de Pinturas do Estado da Baviera                               |                     | O identificador "Q29898080" é desconhecido pelo sistema. Utilize um identificador de entidade válido, por favor.  |
|        | Die Maske mit dem Fähnchen                                 | 1925                  | Coleções de Pinturas do Estado da Baviera                                        | Coleções de Pinturas do Estado da Baviera                               |                     | O identificador "Q29920747" é desconhecido pelo sistema. Utilize um identificador de entidade válido, por favor.  |
|        | Alter Friedhof                                             | 1925                  | Neue Nationalgalerie                                                             | Neue Nationalgalerie                                                    |                     | O identificador "Q107450214" é desconhecido pelo sistema. Utilize um identificador de entidade válido, por favor. |
|        | Gingerbread Picture                                        | 1925                  | Berggruen Museum                                                                 | Berggruen Museum                                                        |                     | O identificador "Q107452519" é desconhecido pelo sistema. Utilize um identificador de entidade válido, por favor. |
|        | The Goldfish                                               | 1925                  | Hamburger Kunsthalle                                                             | Hamburger Kunsthalle                                                    |                     | O identificador "Q111479582" é desconhecido pelo sistema. Utilize um identificador de entidade válido, por favor. |
|        | Wintergarten                                               | 1925                  | "degenerate art" collection                                                      | "degenerate art" collection                                             |                     | O identificador "Q111798948" é desconhecido pelo sistema. Utilize um identificador de entidade válido, por favor. |
|        | Briefbild z. 5. Dezember 1927                              | 1926                  | Museu Nacional de Arte Moderna                                                   | Museu Nacional de Arte Moderna                                          |                     | O identificador "Q111262234" é desconhecido pelo sistema. Utilize um identificador de entidade válido, por favor. |
|        | Untitled (Reconstruction)                                  | 1926                  | KODE Art museums and composer homes                                              | KODE Art museums and composer homes                                     |                     | O identificador "Q111449494" é desconhecido pelo sistema. Utilize um identificador de entidade válido, por favor. |
|        | Arrival of the Jugglers                                    | 1926                  | Phillips Collection                                                              | Phillips Collection                                                     |                     | O identificador "Q111528622" é desconhecido pelo sistema. Utilize um identificador de entidade válido, por favor. |
|        | Der Luftballon                                             | 1926                  |                                                                                  |                                                                         |                     | O identificador "Q111600100" é desconhecido pelo sistema. Utilize um identificador de entidade válido, por favor. |
|        | Gate in the Garden                                         | 1926                  | Museu de Belas Artes                                                             | Museu de Belas Artes                                                    | pintura de paisagem | O identificador "Q116689343" é desconhecido pelo sistema. Utilize um identificador de entidade válido, por favor. |
|        | Magic Garden                                               | 1926                  | Museu Solomon R. Guggenheim                                                      | Museu Solomon R. Guggenheim                                             |                     | O identificador "Q19882676" é desconhecido pelo sistema. Utilize um identificador de entidade válido, por favor.  |
|        | Around the Fish                                            | 1926                  | Museu de Arte Moderna                                                            | Museu de Arte Moderna                                                   |                     | O identificador "Q19883934" é desconhecido pelo sistema. Utilize um identificador de entidade válido, por favor.  |
|        | Collection of Figurines                                    | 1926                  | Metropolitan Museum of Art                                                       | Metropolitan Museum of Art                                              |                     | O identificador "Q20194420" é desconhecido pelo sistema. Utilize um identificador de entidade válido, por favor.  |
|        | Bird Wandering Off                                         | 1926                  | Metropolitan Museum of Art                                                       | Metropolitan Museum of Art                                              |                     | O identificador "Q20200292" é desconhecido pelo sistema. Utilize um identificador de entidade válido, por favor.  |
|        | Animal Terror                                              | 1926                  | Museu de Arte de Filadélfia                                                      | Museu de Arte de Filadélfia                                             |                     | O identificador "Q20816547" é desconhecido pelo sistema. Utilize um identificador de entidade válido, por favor.  |
|        | Village Carnival                                           | 1926                  | Museu de Arte de Filadélfia                                                      | Museu de Arte de Filadélfia                                             |                     | O identificador "Q20816555" é desconhecido pelo sistema. Utilize um identificador de entidade válido, por favor.  |
|        | Place-Signs (Ort-Zeichen)                                  | 1926                  | Fundação Barnes                                                                  | Fundação Barnes                                                         |                     | O identificador "Q28127870" é desconhecido pelo sistema. Utilize um identificador de entidade válido, por favor.  |
|        | Gelehrter im Umgang mit Gestirnen                          | 1926                  | Coleções de Pinturas do Estado da Baviera                                        | Coleções de Pinturas do Estado da Baviera                               |                     | O identificador "Q30073055" é desconhecido pelo sistema. Utilize um identificador de entidade válido, por favor.  |
|        | Klostergarten                                              | 1926                  | "degenerate art" collection Pinacoteca dos Mestres Antigos                       | "degenerate art" collection                                             |                     | O identificador "Q111798927" é desconhecido pelo sistema. Utilize um identificador de entidade válido, por favor. |
|        | Um den Fisch                                               | 1926                  | "degenerate art" collection Dresden City Museum Museu de Arte Moderna            | "degenerate art" collection                                             |                     | O identificador "Q111798942" é desconhecido pelo sistema. Utilize um identificador de entidade válido, por favor. |
|        | Omega 5 (Traps)                                            | 1927                  | Museu Thyssen-Bornemisza                                                         | Museu Thyssen-Bornemisza                                                |                     | O identificador "Q21711783" é desconhecido pelo sistema. Utilize um identificador de entidade válido, por favor.  |
|        | Part of G                                                  | 1927                  | Berggruen Museum                                                                 | Berggruen Museum                                                        |                     | O identificador "Q109929886" é desconhecido pelo sistema. Utilize um identificador de entidade válido, por favor. |
|        | Tripelmarionette                                           | 1927                  | Museu Nacional de Arte Moderna                                                   | Museu Nacional de Arte Moderna                                          |                     | O identificador "Q111264518" é desconhecido pelo sistema. Utilize um identificador de entidade válido, por favor. |
|        | Ships in the Dark                                          | 1927                  | Tate Modern                                                                      | Tate Modern                                                             |                     | O identificador "Q111717707" é desconhecido pelo sistema. Utilize um identificador de entidade válido, por favor. |
|        | Der Narr                                                   | 1927                  | Galeria Albertina                                                                | Galeria Albertina                                                       |                     | O identificador "Q111717832" é desconhecido pelo sistema. Utilize um identificador de entidade válido, por favor. |
|        | Green Courtyard                                            | 1927                  | Miyagi Museum of Art                                                             | Miyagi Museum of Art                                                    |                     | O identificador "Q134445591" é desconhecido pelo sistema. Utilize um identificador de entidade válido, por favor. |
|        | Pastorale (Rhythms)                                        | 1927                  | Museu de Arte Moderna                                                            | Museu de Arte Moderna                                                   |                     | O identificador "Q19883951" é desconhecido pelo sistema. Utilize um identificador de entidade válido, por favor.  |
|        | Portrait of an Equilibrist                                 | 1927                  | Museu de Arte Moderna                                                            | Museu de Arte Moderna                                                   | retrato             | O identificador "Q19883952" é desconhecido pelo sistema. Utilize um identificador de entidade válido, por favor.  |
|        | Still Life                                                 | 1927                  | Metropolitan Museum of Art                                                       | Metropolitan Museum of Art                                              | natureza-morta      | O identificador "Q20190189" é desconhecido pelo sistema. Utilize um identificador de entidade válido, por favor.  |
|        | Variations (Progressive Motif)                             | 1927                  | Metropolitan Museum of Art                                                       | Metropolitan Museum of Art                                              |                     | O identificador "Q20190673" é desconhecido pelo sistema. Utilize um identificador de entidade válido, por favor.  |
|        | Prestidigitator (Conjuring Trick)                          | 1927                  | Museu de Arte de Filadélfia                                                      | Museu de Arte de Filadélfia                                             |                     | O identificador "Q20816553" é desconhecido pelo sistema. Utilize um identificador de entidade válido, por favor.  |
|        | Ruehende Schiffe (Barcos en reposo)                        | 1927                  | Museu Nacional de Belas Artes                                                    | Museu Nacional de Belas Artes                                           |                     | O identificador "Q27951195" é desconhecido pelo sistema. Utilize um identificador de entidade válido, por favor.  |
|        | Auserwählte Stätte                                         | 1927                  | Coleções de Pinturas do Estado da Baviera                                        | Coleções de Pinturas do Estado da Baviera                               |                     | O identificador "Q29903396" é desconhecido pelo sistema. Utilize um identificador de entidade válido, por favor.  |
|        | Sängerin der komischen Oper                                | 1927                  | Coleções de Pinturas do Estado da Baviera                                        | Coleções de Pinturas do Estado da Baviera                               |                     | O identificador "Q29941184" é desconhecido pelo sistema. Utilize um identificador de entidade válido, por favor.  |
|        | Limits of Reason                                           | 1927                  | Coleções de Pinturas do Estado da Baviera                                        | Pinakothek der Moderne                                                  |                     | O identificador "Q30078904" é desconhecido pelo sistema. Utilize um identificador de entidade válido, por favor.  |
|        | Ships Departing                                            | 1927                  | Neue Nationalgalerie                                                             | Neue Nationalgalerie                                                    |                     | O identificador "Q107450484" é desconhecido pelo sistema. Utilize um identificador de entidade válido, por favor. |
|        | Junger Garten (Rhythmen)                                   | 1927                  | "degenerate art" collection Pinacoteca dos Mestres Antigos                       | "degenerate art" collection                                             |                     | O identificador "Q111798929" é desconhecido pelo sistema. Utilize um identificador de entidade válido, por favor. |
|        | Narr der Tiefe                                             | 1927                  | Museu das Belas Artes                                                            | Museu das Belas Artes                                                   |                     | O identificador "Q131586657" é desconhecido pelo sistema. Utilize um identificador de entidade válido, por favor. |
|        | Pavilion decked with Flags                                 | 1927                  | Museu Sprengel                                                                   | Museu Sprengel                                                          |                     | O identificador "Q132621727" é desconhecido pelo sistema. Utilize um identificador de entidade válido, por favor. |
|        | Old Town and Bridge                                        | 1928                  | Fondação Jean e Suzanne Planque                                                  | Chapelle des pénitents blancs                                           | paisagem de cidade  | O identificador "Q111479356" é desconhecido pelo sistema. Utilize um identificador de entidade válido, por favor. |
|        | Sie brüllt, wir spielen                                    | 1928                  | Zentrum Paul Klee                                                                | Zentrum Paul Klee                                                       |                     | O identificador "Q112210846" é desconhecido pelo sistema. Utilize um identificador de entidade válido, por favor. |
|        | Gifts for "J."                                             | 1928                  | Museu de Arte Moderna                                                            | Museu de Arte Moderna                                                   |                     | O identificador "Q19883983" é desconhecido pelo sistema. Utilize um identificador de entidade válido, por favor.  |
|        | Cat and Bird                                               | 1928                  | Museu de Arte Moderna                                                            | Museu de Arte Moderna                                                   |                     | O identificador "Q19883984" é desconhecido pelo sistema. Utilize um identificador de entidade válido, por favor.  |
|        | Stakim                                                     | 1928                  | Art Institute of Chicago                                                         | Art Institute of Chicago                                                |                     | O identificador "Q20267697" é desconhecido pelo sistema. Utilize um identificador de entidade válido, por favor.  |
|        | Howling Dog                                                | 1928                  | Instituto de Artes de Minneapolis                                                | Instituto de Artes de Minneapolis                                       |                     | O identificador "Q20890824" é desconhecido pelo sistema. Utilize um identificador de entidade válido, por favor.  |
|        | Nearly Hit                                                 | 1928                  | Museu de Arte Moderna de São Francisco                                           | Museu de Arte Moderna de São Francisco                                  |                     | O identificador "Q50321858" é desconhecido pelo sistema. Utilize um identificador de entidade válido, por favor.  |
|        | Small Landscape with Garden Door                           | 1928                  | Detroit Institute of Arts                                                        | Detroit Institute of Arts                                               |                     | O identificador "Q64577137" é desconhecido pelo sistema. Utilize um identificador de entidade válido, por favor.  |
|        | Small Picture of a Harbor                                  | 1928                  | Museus de Arte de Harvard Busch–Reisinger Museum                                 | Museus de Arte de Harvard                                               |                     | O identificador "Q106857665" é desconhecido pelo sistema. Utilize um identificador de entidade válido, por favor. |
|        | Palace in Passing                                          | 1928                  | Berggruen Museum                                                                 | Berggruen Museum                                                        |                     | O identificador "Q107452522" é desconhecido pelo sistema. Utilize um identificador de entidade válido, por favor. |
|        | Temple Quarter of Pert                                     | 1928                  | Museu Sprengel                                                                   | Museu Sprengel                                                          |                     | O identificador "Q132621681" é desconhecido pelo sistema. Utilize um identificador de entidade válido, por favor. |
|        | Highway and Byways                                         | 1929                  | Museum Ludwig                                                                    | Museum Ludwig                                                           |                     | O identificador "Q1589802" é desconhecido pelo sistema. Utilize um identificador de entidade válido, por favor.   |
|        | Botanical Theater                                          | século XX             |                                                                                  | Lenbachhaus                                                             |                     | O identificador "Q111600110" é desconhecido pelo sistema. Utilize um identificador de entidade válido, por favor. |
|        | Joyful Mountain Landscape                                  | 1929                  | Yale University Art Gallery                                                      | Yale University Art Gallery                                             |                     | O identificador "Q111600999" é desconhecido pelo sistema. Utilize um identificador de entidade válido, por favor. |
|        | Narr in Trance                                             | 1929                  | Museum Ludwig                                                                    | Museum Ludwig                                                           |                     | O identificador "Q133046413" é desconhecido pelo sistema. Utilize um identificador de entidade válido, por favor. |
|        | Homeland                                                   | 1929                  | The Museum of Art, Kōchi                                                         | The Museum of Art, Kōchi                                                |                     | O identificador "Q135495252" é desconhecido pelo sistema. Utilize um identificador de entidade válido, por favor. |
|        | In the Current Six Thresholds                              | 1929                  | Museu Solomon R. Guggenheim                                                      | Museu Solomon R. Guggenheim                                             |                     | O identificador "Q19882677" é desconhecido pelo sistema. Utilize um identificador de entidade válido, por favor.  |
|        | Fire in the Evening                                        | 1929                  | Museu de Arte Moderna                                                            | Museu de Arte Moderna                                                   |                     | O identificador "Q19884020" é desconhecido pelo sistema. Utilize um identificador de entidade válido, por favor.  |
|        | Monuments at G.                                            | 1929                  | Metropolitan Museum of Art                                                       | Metropolitan Museum of Art                                              |                     | O identificador "Q20190421" é desconhecido pelo sistema. Utilize um identificador de entidade válido, por favor.  |
|        | Fleeing Ghost                                              | 1929                  | Art Institute of Chicago                                                         | Art Institute of Chicago                                                |                     | O identificador "Q20275692" é desconhecido pelo sistema. Utilize um identificador de entidade válido, por favor.  |
|        | Tree Nursery                                               | 1929                  | Phillips Collection                                                              | Phillips Collection                                                     |                     | O identificador "Q23940527" é desconhecido pelo sistema. Utilize um identificador de entidade válido, por favor.  |
|        | Heitere Gebirgslandschaft (Joyful Mountain Landscape)      | 1929                  | Yale University Art Gallery                                                      | Yale University Art Gallery                                             |                     | O identificador "Q49207168" é desconhecido pelo sistema. Utilize um identificador de entidade válido, por favor.  |
|        | Rotes Haus                                                 | 1929                  | Museu de Arte Moderna de São Francisco                                           | Museu de Arte Moderna de São Francisco                                  |                     | O identificador "Q50315901" é desconhecido pelo sistema. Utilize um identificador de entidade válido, por favor.  |
|        | Necropolis                                                 | 1929                  | Berggruen Museum                                                                 | Berggruen Museum                                                        |                     | O identificador "Q107452524" é desconhecido pelo sistema. Utilize um identificador de entidade válido, por favor. |
|        | Märchen                                                    | 1929                  | "degenerate art" collection Anhaltische Gemäldegalerie                           | "degenerate art" collection                                             |                     | O identificador "Q111798926" é desconhecido pelo sistema. Utilize um identificador de entidade válido, por favor. |
|        | Burghügel                                                  | 1929                  | Museu das Belas Artes                                                            | Museu das Belas Artes                                                   |                     | O identificador "Q131585432" é desconhecido pelo sistema. Utilize um identificador de entidade válido, por favor. |
|        | Castle and Sun                                             | 9 de setembro de 1929 |                                                                                  |                                                                         |                     | O identificador "Q111528903" é desconhecido pelo sistema. Utilize um identificador de entidade válido, por favor. |
|        | Hat Kopf, Hand, Fuss und Herz                              | 1930                  | Kunstsammlung Nordrhein-Westfalen                                                | Kunstsammlung Nordrhein-Westfalen                                       |                     | O identificador "Q1588815" é desconhecido pelo sistema. Utilize um identificador de entidade válido, por favor.   |
|        | Rhythmisches                                               | 1930                  | Museu Nacional de Arte Moderna                                                   | Centro Georges Pompidou                                                 |                     | O identificador "Q60154640" é desconhecido pelo sistema. Utilize um identificador de entidade válido, por favor.  |
|        | Fruits on Red                                              | 1930                  | Lenbachhaus                                                                      | Lenbachhaus                                                             |                     | O identificador "Q75392586" é desconhecido pelo sistema. Utilize um identificador de entidade válido, por favor.  |
|        | Ad marginem                                                | 1930                  | Museu das Belas Artes                                                            | Museu das Belas Artes                                                   |                     | O identificador "Q111147904" é desconhecido pelo sistema. Utilize um identificador de entidade válido, por favor. |
|        | New Game Begins                                            | 1930                  | Scharf-Gerstenberg Collection                                                    | Scharf-Gerstenberg Collection                                           |                     | O identificador "Q111528887" é desconhecido pelo sistema. Utilize um identificador de entidade válido, por favor. |
|        | Herbstblätter Straus                                       | 1930                  |                                                                                  |                                                                         |                     | O identificador "Q111655517" é desconhecido pelo sistema. Utilize um identificador de entidade válido, por favor. |
|        | Die Kojen                                                  | 1930                  | Museum Ludwig                                                                    | Museum Ludwig                                                           |                     | O identificador "Q133046430" é desconhecido pelo sistema. Utilize um identificador de entidade válido, por favor. |
|        | Candlestick                                                | década de 1930        | Ohara Museum of Art                                                              | Ohara Museum of Art                                                     |                     | O identificador "Q135225733" é desconhecido pelo sistema. Utilize um identificador de entidade válido, por favor. |
|        | Open Book                                                  | 1930                  | Museu Solomon R. Guggenheim                                                      | Museu Solomon R. Guggenheim                                             |                     | O identificador "Q19882679" é desconhecido pelo sistema. Utilize um identificador de entidade válido, por favor.  |
|        | Or The Mocked Mocker                                       | 1930                  | Museu de Arte Moderna                                                            | Museu de Arte Moderna                                                   |                     | O identificador "Q19884045" é desconhecido pelo sistema. Utilize um identificador de entidade válido, por favor.  |
|        | In the Grass                                               | 1930                  | Museu de Arte Moderna                                                            | Museu de Arte Moderna                                                   |                     | O identificador "Q19884046" é desconhecido pelo sistema. Utilize um identificador de entidade válido, por favor.  |
|        | North German City                                          | 1930                  | Metropolitan Museum of Art                                                       | Metropolitan Museum of Art                                              |                     | O identificador "Q19917625" é desconhecido pelo sistema. Utilize um identificador de entidade válido, por favor.  |
|        | Doctor                                                     | 1930                  | Metropolitan Museum of Art                                                       | Metropolitan Museum of Art                                              |                     | O identificador "Q19917757" é desconhecido pelo sistema. Utilize um identificador de entidade válido, por favor.  |
|        | Great Hall for Singers                                     | 1930                  | Metropolitan Museum of Art                                                       | Metropolitan Museum of Art                                              |                     | O identificador "Q20200297" é desconhecido pelo sistema. Utilize um identificador de entidade válido, por favor.  |
|        | Strange Glance                                             | 1930                  | Art Institute of Chicago                                                         | Art Institute of Chicago                                                |                     | O identificador "Q20270617" é desconhecido pelo sistema. Utilize um identificador de entidade válido, por favor.  |
|        | Sunset                                                     | 1930                  | Art Institute of Chicago                                                         | Art Institute of Chicago                                                | arte moderna        | O identificador "Q20276019" é desconhecido pelo sistema. Utilize um identificador de entidade válido, por favor.  |
|        | Scafolding for a new building 1930,1                       | 1930                  | Coleções de Pinturas do Estado da Baviera                                        | Coleções de Pinturas do Estado da Baviera                               |                     | O identificador "Q30073064" é desconhecido pelo sistema. Utilize um identificador de entidade válido, por favor.  |
|        | Blüten in der Nacht                                        | 1930                  | Museu de Arte Moderna de São Francisco                                           | Museu de Arte Moderna de São Francisco                                  |                     | O identificador "Q50319139" é desconhecido pelo sistema. Utilize um identificador de entidade válido, por favor.  |
|        | Relativ-Wägbares                                           | 1930                  | Museum Boymans-van Beuningen                                                     | Museum Boymans-van Beuningen                                            |                     | O identificador "Q55415126" é desconhecido pelo sistema. Utilize um identificador de entidade válido, por favor.  |
|        | Dried Up Cataract                                          | 1930                  | Museus de Arte de Harvard Busch–Reisinger Museum                                 | Museus de Arte de Harvard                                               |                     | O identificador "Q106851607" é desconhecido pelo sistema. Utilize um identificador de entidade válido, por favor. |
|        | The kettledrum organ (Die Pauken-Orgel)                    | 1930                  | "degenerate art" collection Allen Memorial Art Museum Anhaltische Gemäldegalerie | "degenerate art" collection Allen Memorial Art Museum                   |                     | O identificador "Q111798925" é desconhecido pelo sistema. Utilize um identificador de entidade válido, por favor. |
|        | Der Hörende                                                | 1930                  | Westphalian State Museum of Art and Cultural History                             | Westphalian State Museum of Art and Cultural History                    |                     | O identificador "Q116285179" é desconhecido pelo sistema. Utilize um identificador de entidade válido, por favor. |
|        | Marionetten                                                | 1930                  | Museu das Belas Artes                                                            | Museu das Belas Artes                                                   |                     | O identificador "Q131586539" é desconhecido pelo sistema. Utilize um identificador de entidade válido, por favor. |
|        | Cliffs by the sea                                          | 1931                  | Lenbachhaus                                                                      | Lenbachhaus                                                             |                     | O identificador "Q75392510" é desconhecido pelo sistema. Utilize um identificador de entidade válido, por favor.  |
|        | Aufgehender Stern                                          | 1931                  | Fondation Beyeler                                                                | Fondation Beyeler                                                       |                     | O identificador "Q111352000" é desconhecido pelo sistema. Utilize um identificador de entidade válido, por favor. |
|        | Diana                                                      | 1931                  | Fondation Beyeler                                                                | Fondation Beyeler                                                       | pintura mitológica  | O identificador "Q133249572" é desconhecido pelo sistema. Utilize um identificador de entidade válido, por favor. |
|        | The Light and So Much Else                                 | 1931                  | Coleções de Pinturas do Estado da Baviera                                        | Pinakothek der Moderne                                                  |                     | O identificador "Q13195993" é desconhecido pelo sistema. Utilize um identificador de entidade válido, por favor.  |
|        | Castle Garden                                              | 1931                  | Museu de Arte Moderna                                                            | Museu de Arte Moderna                                                   |                     | O identificador "Q19884062" é desconhecido pelo sistema. Utilize um identificador de entidade válido, por favor.  |
|        | Boy in Fancy Dress                                         | 1931                  | Metropolitan Museum of Art                                                       | Metropolitan Museum of Art                                              |                     | O identificador "Q19914566" é desconhecido pelo sistema. Utilize um identificador de entidade válido, por favor.  |
|        | Crosses and columns (Kreuze und Säulen)                    | 1931                  | Coleções de Pinturas do Estado da Baviera                                        | Coleções de Pinturas do Estado da Baviera                               |                     | O identificador "Q30075554" é desconhecido pelo sistema. Utilize um identificador de entidade válido, por favor.  |
|        | Classic Coast                                              | 1931                  | Berggruen Museum                                                                 | Berggruen Museum                                                        |                     | O identificador "Q107452526" é desconhecido pelo sistema. Utilize um identificador de entidade válido, por favor. |
|        | Ad Parnassum                                               | 1932                  | Museu de Belas Artes                                                             | Kunstmuseum Bern                                                        | pontilhismo         | O identificador "Q16487556" é desconhecido pelo sistema. Utilize um identificador de entidade válido, por favor.  |
|        | May Come!                                                  | 1932                  | KODE Art museums and composer homes                                              | KODE Art museums and composer homes                                     |                     | O identificador "Q104696438" é desconhecido pelo sistema. Utilize um identificador de entidade válido, por favor. |
|        | Branches in Autumn                                         | 1932                  | KODE Art museums and composer homes                                              | KODE Art museums and composer homes                                     |                     | O identificador "Q104717730" é desconhecido pelo sistema. Utilize um identificador de entidade válido, por favor. |
|        | Polyphony                                                  | 1932                  | Emanuel Hoffmann-Stiftung                                                        | Museu das Belas Artes                                                   |                     | O identificador "Q111479897" é desconhecido pelo sistema. Utilize um identificador de entidade válido, por favor. |
|        | Possibilities at Sea                                       | 1932                  | Norton Simon Museum                                                              | Norton Simon Museum                                                     |                     | O identificador "Q111528698" é desconhecido pelo sistema. Utilize um identificador de entidade válido, por favor. |
|        | Two Heads                                                  | 1932                  | Norton Simon Museum                                                              | Norton Simon Museum                                                     |                     | O identificador "Q111528730" é desconhecido pelo sistema. Utilize um identificador de entidade válido, por favor. |
|        | The Fruit                                                  | 1932                  | Los Angeles County Museum of Art                                                 | Los Angeles County Museum of Art                                        |                     | O identificador "Q111528843" é desconhecido pelo sistema. Utilize um identificador de entidade válido, por favor. |
|        | Hat, Lady and Little Table                                 | 1932                  | Museu Solomon R. Guggenheim                                                      | Museu Solomon R. Guggenheim                                             |                     | O identificador "Q19882680" é desconhecido pelo sistema. Utilize um identificador de entidade válido, por favor.  |
|        | Equals Infinity                                            | 1932                  | Museu de Arte Moderna                                                            | Museu de Arte Moderna                                                   |                     | O identificador "Q19884087" é desconhecido pelo sistema. Utilize um identificador de entidade válido, por favor.  |
|        | Mask of Fear                                               | 1932                  | Museu de Arte Moderna                                                            | Museu de Arte Moderna                                                   |                     | O identificador "Q19884088" é desconhecido pelo sistema. Utilize um identificador de entidade válido, por favor.  |
|        | Clarification                                              | 1932                  | Metropolitan Museum of Art                                                       | Metropolitan Museum of Art                                              |                     | O identificador "Q19918733" é desconhecido pelo sistema. Utilize um identificador de entidade válido, por favor.  |
|        | Athlete's Head                                             | 1932                  | Metropolitan Museum of Art                                                       | Metropolitan Museum of Art                                              |                     | O identificador "Q20195832" é desconhecido pelo sistema. Utilize um identificador de entidade válido, por favor.  |
|        | Arab Song                                                  | 1932                  | Phillips Collection                                                              | Phillips Collection                                                     |                     | O identificador "Q23940519" é desconhecido pelo sistema. Utilize um identificador de entidade válido, por favor.  |
|        | Architektur El H5 2                                        | 1932                  | Stedelijk Museum                                                                 | Stedelijk Museum                                                        |                     | O identificador "Q24056646" é desconhecido pelo sistema. Utilize um identificador de entidade válido, por favor.  |
|        | Village Among Rocks (Ort in Felsen)                        | 1932                  | Fundação Barnes                                                                  | Fundação Barnes                                                         |                     | O identificador "Q28127871" é desconhecido pelo sistema. Utilize um identificador de entidade válido, por favor.  |
|        | Two Red Flowers (Zwei rote Blüten)                         | 1932                  | Fundação Barnes                                                                  | Fundação Barnes                                                         |                     | O identificador "Q28127873" é desconhecido pelo sistema. Utilize um identificador de entidade válido, por favor.  |
|        | Walk in the Orient (Spazier Gang im Orient)                | 1932                  | Fundação Barnes                                                                  | Fundação Barnes                                                         |                     | O identificador "Q28127875" é desconhecido pelo sistema. Utilize um identificador de entidade válido, por favor.  |
|        | The Last Mercenary (Der letzte Landsknecht)                | 1932                  | Fundação Barnes                                                                  | Fundação Barnes                                                         |                     | O identificador "Q28127876" é desconhecido pelo sistema. Utilize um identificador de entidade válido, por favor.  |
|        | Pastor Kohl                                                | 1932                  | Coleções de Pinturas do Estado da Baviera                                        | Coleções de Pinturas do Estado da Baviera                               |                     | O identificador "Q29906104" é desconhecido pelo sistema. Utilize um identificador de entidade válido, por favor.  |
|        | Aus dem Städtebuch                                         | 1932                  | Coleções Nacionais de Dresden                                                    | Galerie Neue Meister                                                    |                     | O identificador "Q50333402" é desconhecido pelo sistema. Utilize um identificador de entidade válido, por favor.  |
|        | View into the Fertile Country                              | 1932                  | Museu Städel                                                                     | Museu Städel                                                            | arte abstrata       | O identificador "Q64790935" é desconhecido pelo sistema. Utilize um identificador de entidade válido, por favor.  |
|        | Colors from a Distance                                     | 1932                  | Museu de Israel                                                                  | Museu de Israel                                                         |                     | O identificador "Q76626781" é desconhecido pelo sistema. Utilize um identificador de entidade válido, por favor.  |
|        | Umfangen                                                   | 1932                  | Neue Nationalgalerie                                                             | Neue Nationalgalerie                                                    |                     | O identificador "Q107450234" é desconhecido pelo sistema. Utilize um identificador de entidade válido, por favor. |
|        | Friendly game                                              | 1933                  | Scharf-Gerstenberg Collection                                                    | Scharf-Gerstenberg Collection                                           |                     | O identificador "Q107999551" é desconhecido pelo sistema. Utilize um identificador de entidade válido, por favor. |
|        | Pyramiden                                                  | 1933                  | Museum Ludwig                                                                    | Museum Ludwig                                                           |                     | O identificador "Q133236256" é desconhecido pelo sistema. Utilize um identificador de entidade válido, por favor. |
|        | La Kash-Ne                                                 | 1933                  | Metropolitan Museum of Art                                                       | Metropolitan Museum of Art                                              |                     | O identificador "Q20198375" é desconhecido pelo sistema. Utilize um identificador de entidade válido, por favor.  |
|        | 6 Fishes                                                   | 1933                  | Museu Sprengel                                                                   | Museu Sprengel                                                          |                     | O identificador "Q132620197" é desconhecido pelo sistema. Utilize um identificador de entidade válido, por favor. |
|        | Tragödie / Tragedy                                         | 1933                  | Museu Sprengel                                                                   | Museu Sprengel                                                          |                     | O identificador "Q132620270" é desconhecido pelo sistema. Utilize um identificador de entidade válido, por favor. |
|        | Botanical Theater                                          | 1934                  | Lenbachhaus                                                                      | Lenbachhaus                                                             |                     | O identificador "Q75392756" é desconhecido pelo sistema. Utilize um identificador de entidade válido, por favor.  |
|        | One Who Understands                                        | 1934                  | Metropolitan Museum of Art                                                       | Metropolitan Museum of Art                                              |                     | O identificador "Q20198210" é desconhecido pelo sistema. Utilize um identificador de entidade válido, por favor.  |
|        | In the Magic Mirror                                        | 1934                  | Art Institute of Chicago                                                         | Art Institute of Chicago                                                |                     | O identificador "Q20268728" é desconhecido pelo sistema. Utilize um identificador de entidade válido, por favor.  |
|        | Hardy Plants                                               | 1934                  | Instituto de Artes de Minneapolis                                                | Instituto de Artes de Minneapolis                                       |                     | O identificador "Q20891013" é desconhecido pelo sistema. Utilize um identificador de entidade válido, por favor.  |
|        | Figure of the Oriental Theater                             | 1934                  | Phillips Collection                                                              | Phillips Collection                                                     |                     | O identificador "Q23940268" é desconhecido pelo sistema. Utilize um identificador de entidade válido, por favor.  |
|        | Angst                                                      | 1934                  | Galeria Nacional do Canadá                                                       | Galeria Nacional do Canadá                                              |                     | O identificador "Q59530865" é desconhecido pelo sistema. Utilize um identificador de entidade válido, por favor.  |
|        | Aviatic Evolution                                          | 1934                  | Museu de Arte de Saint Louis                                                     | Museu de Arte de Saint Louis                                            |                     | O identificador "Q78639159" é desconhecido pelo sistema. Utilize um identificador de entidade válido, por favor.  |
|        | Frägt Sich                                                 | 1934                  | Mildred Lane Kemper Art Museum                                                   | Mildred Lane Kemper Art Museum                                          |                     | O identificador "Q104016538" é desconhecido pelo sistema. Utilize um identificador de entidade válido, por favor. |
|        | verhext – versteinert                                      | 1934                  | Neue Nationalgalerie                                                             | Neue Nationalgalerie                                                    |                     | O identificador "Q107449996" é desconhecido pelo sistema. Utilize um identificador de entidade válido, por favor. |
|        | Drawn One                                                  | 1935                  | Kunstsammlung Nordrhein-Westfalen                                                | Kunstsammlung Nordrhein-Westfalen                                       |                     | O identificador "Q111482860" é desconhecido pelo sistema. Utilize um identificador de entidade válido, por favor. |
|        | Equation of Dynamical Worth                                | 1935                  | Miyagi Museum of Art                                                             | Miyagi Museum of Art                                                    |                     | O identificador "Q134445582" é desconhecido pelo sistema. Utilize um identificador de entidade válido, por favor. |
|        | But the Red Roof                                           | 1935                  | Museu de Arte de Filadélfia                                                      | Museu de Arte de Filadélfia                                             |                     | O identificador "Q20816548" é desconhecido pelo sistema. Utilize um identificador de entidade válido, por favor.  |
|        | Walpurgis Night                                            | 1935                  | Tate                                                                             | Tate                                                                    |                     | O identificador "Q28551816" é desconhecido pelo sistema. Utilize um identificador de entidade válido, por favor.  |
|        | Wehgeweihtes Kind (Child Consecrated to Suffering)         | 1935                  | Albright–Knox Art Gallery                                                        | Albright–Knox Art Gallery                                               |                     | O identificador "Q77476312" é desconhecido pelo sistema. Utilize um identificador de entidade válido, por favor.  |
|        | The Fruit Vendor                                           | 1935                  | Georgia Museum of Art                                                            | Georgia Museum of Art                                                   |                     | O identificador "Q77603836" é desconhecido pelo sistema. Utilize um identificador de entidade válido, por favor.  |
|        | Around the Core                                            | 1935                  | Dallas Museum of Art                                                             | Dallas Museum of Art                                                    |                     | O identificador "Q79135506" é desconhecido pelo sistema. Utilize um identificador de entidade válido, por favor.  |
|        | Überbrückung (Bridging)                                    | 1935                  | Mildred Lane Kemper Art Museum                                                   | Mildred Lane Kemper Art Museum                                          |                     | O identificador "Q104016515" é desconhecido pelo sistema. Utilize um identificador de entidade válido, por favor. |
|        | Nach der Überschwemmung                                    | 1936                  | Fondation Beyeler                                                                | Fondation Beyeler                                                       |                     | O identificador "Q133256035" é desconhecido pelo sistema. Utilize um identificador de entidade válido, por favor. |
|        | New Harmony                                                | 1936                  | Museu Solomon R. Guggenheim                                                      | Museu Solomon R. Guggenheim                                             |                     | O identificador "Q19882681" é desconhecido pelo sistema. Utilize um identificador de entidade válido, por favor.  |
|        | Stricken City                                              | 1936                  | Metropolitan Museum of Art                                                       | Metropolitan Museum of Art                                              |                     | O identificador "Q20191518" é desconhecido pelo sistema. Utilize um identificador de entidade válido, por favor.  |
|        | Alpiner Wald                                               | 1936                  | Coleções de Pinturas do Estado da Baviera                                        | Coleções de Pinturas do Estado da Baviera                               |                     | O identificador "Q29897181" é desconhecido pelo sistema. Utilize um identificador de entidade válido, por favor.  |
|        | Stricken City                                              | 1936                  | Metropolitan Museum of Art                                                       | Metropolitan Museum of Art                                              |                     | O identificador "Q126121217" é desconhecido pelo sistema. Utilize um identificador de entidade válido, por favor. |
|        | Southern Gardens                                           | 1936                  | Museu Sprengel                                                                   | Museu Sprengel                                                          |                     | O identificador "Q132619772" é desconhecido pelo sistema. Utilize um identificador de entidade válido, por favor. |
|        | Revolution of the Viaduct                                  | 1937                  | Hamburger Kunsthalle                                                             | Hamburger Kunsthalle                                                    | antifascismo        | O identificador "Q111479587" é desconhecido pelo sistema. Utilize um identificador de entidade válido, por favor. |
|        | Efflorescence                                              | 1937                  | Phillips Collection                                                              | Phillips Collection                                                     |                     | O identificador "Q111528646" é desconhecido pelo sistema. Utilize um identificador de entidade válido, por favor. |
|        | Signs In Yellow                                            | 1937                  | Fondation Beyeler                                                                | Fondation Beyeler                                                       |                     | O identificador "Q133256168" é desconhecido pelo sistema. Utilize um identificador de entidade válido, por favor. |
|        | Thoughts in Yellow                                         | 1937                  | Museu Nacional de Arte Moderna de Tóquio                                         | Museu Nacional de Arte Moderna de Tóquio                                |                     | O identificador "Q135225644" é desconhecido pelo sistema. Utilize um identificador de entidade válido, por favor. |
|        | Flower Terrace                                             | 1937                  | Museu Nacional de Arte Moderna de Tóquio                                         | Museu Nacional de Arte Moderna de Tóquio                                |                     | O identificador "Q135225943" é desconhecido pelo sistema. Utilize um identificador de entidade válido, por favor. |
|        | Arches of the Bridge Stepping Out of Line                  | 1937                  | Museu Solomon R. Guggenheim                                                      | Museu Solomon R. Guggenheim                                             |                     | O identificador "Q19882682" é desconhecido pelo sistema. Utilize um identificador de entidade válido, por favor.  |
|        | The Rhine at Duisburg                                      | 1937                  | Metropolitan Museum of Art                                                       | Metropolitan Museum of Art                                              |                     | O identificador "Q20191280" é desconhecido pelo sistema. Utilize um identificador de entidade válido, por favor.  |
|        | Women Harvesting                                           | século XX             | Art Institute of Chicago                                                         | Art Institute of Chicago                                                |                     | O identificador "Q20267695" é desconhecido pelo sistema. Utilize um identificador de entidade válido, por favor.  |
|        | Printed Sheet with Picture                                 | 1937                  | Phillips Collection                                                              | Phillips Collection                                                     |                     | O identificador "Q23940523" é desconhecido pelo sistema. Utilize um identificador de entidade válido, por favor.  |
|        | The Way to the Citadel                                     | 1929 1937             | Phillips Collection                                                              | Phillips Collection                                                     |                     | O identificador "Q23940530" é desconhecido pelo sistema. Utilize um identificador de entidade válido, por favor.  |
|        | Fragmente                                                  | 1937                  | Museu de Arte Moderna de São Francisco                                           | Museu de Arte Moderna de São Francisco                                  |                     | O identificador "Q50315599" é desconhecido pelo sistema. Utilize um identificador de entidade válido, por favor.  |
|        | Reclining                                                  | 1937                  | Detroit Institute of Arts                                                        | Detroit Institute of Arts                                               |                     | O identificador "Q64577597" é desconhecido pelo sistema. Utilize um identificador de entidade válido, por favor.  |
|        | Überschach                                                 | 1937                  | Museu das Belas Artes                                                            | Museu das Belas Artes                                                   |                     | O identificador "Q131586266" é desconhecido pelo sistema. Utilize um identificador de entidade válido, por favor. |
|        | Harmonized Region                                          | 1938                  | Art Institute of Chicago                                                         | Art Institute of Chicago                                                |                     | O identificador "Q20267221" é desconhecido pelo sistema. Utilize um identificador de entidade válido, por favor.  |
|        | Heroic strokes of the bow                                  | 1938                  | Museu de Arte Moderna                                                            | Museu de Arte Moderna                                                   |                     | O identificador "Q21537531" é desconhecido pelo sistema. Utilize um identificador de entidade válido, por favor.  |
|        | Archangel                                                  | 1938                  | Lenbachhaus                                                                      | Lenbachhaus                                                             |                     | O identificador "Q75392430" é desconhecido pelo sistema. Utilize um identificador de entidade válido, por favor.  |
|        | Insula dulcamara                                           | 1938                  | Zentrum Paul Klee                                                                | Zentrum Paul Klee                                                       |                     | O identificador "Q85769566" é desconhecido pelo sistema. Utilize um identificador de entidade válido, por favor.  |
|        | Heroic Roses                                               | 1938                  | Kunstsammlung Nordrhein-Westfalen                                                | Kunstsammlung Nordrhein-Westfalen                                       |                     | O identificador "Q111482964" é desconhecido pelo sistema. Utilize um identificador de entidade válido, por favor. |
|        | Young Moe                                                  | 1938                  | Phillips Collection                                                              | Phillips Collection                                                     |                     | O identificador "Q111528671" é desconhecido pelo sistema. Utilize um identificador de entidade válido, por favor. |
|        | Instruments                                                | 1938                  |                                                                                  |                                                                         |                     | O identificador "Q111681607" é desconhecido pelo sistema. Utilize um identificador de entidade válido, por favor. |
|        | Heroische Rosen                                            | 1938                  | Kunstsammlung Nordrhein-Westfalen                                                | Kunstsammlung Nordrhein-Westfalen                                       |                     | O identificador "Q122878425" é desconhecido pelo sistema. Utilize um identificador de entidade válido, por favor. |
|        | ein Weib für Götter                                        | 1938                  | Fondation Beyeler                                                                | Fondation Beyeler                                                       |                     | O identificador "Q133256101" é desconhecido pelo sistema. Utilize um identificador de entidade válido, por favor. |
|        | Wald-Hexen                                                 | 1938                  | Fondation Beyeler                                                                | Fondation Beyeler                                                       |                     | O identificador "Q133256111" é desconhecido pelo sistema. Utilize um identificador de entidade válido, por favor. |
|        | The Vase                                                   | 1938                  | Fondation Beyeler                                                                | Fondation Beyeler                                                       | natureza-morta      | O identificador "Q133256123" é desconhecido pelo sistema. Utilize um identificador de entidade válido, por favor. |
|        | Comedians' Handbill                                        | 1938                  | Metropolitan Museum of Art                                                       | Metropolitan Museum of Art                                              |                     | O identificador "Q19920909" é desconhecido pelo sistema. Utilize um identificador de entidade válido, por favor.  |
|        | Mit besonderen Köpfen                                      | 1938                  | Museum Boymans-van Beuningen                                                     | Museum Boymans-van Beuningen                                            |                     | O identificador "Q19926160" é desconhecido pelo sistema. Utilize um identificador de entidade válido, por favor.  |
|        | Little Hope                                                | 1938                  | Metropolitan Museum of Art                                                       | Metropolitan Museum of Art                                              |                     | O identificador "Q20198821" é desconhecido pelo sistema. Utilize um identificador de entidade válido, por favor.  |
|        | Ludus Martis                                               | 1938                  | Stedelijk Museum                                                                 | Stedelijk Museum                                                        |                     | O identificador "Q24056657" é desconhecido pelo sistema. Utilize um identificador de entidade válido, por favor.  |
|        | Untitled                                                   | 1938                  | Museu Städel                                                                     | Museu Städel                                                            | arte abstrata       | O identificador "Q64790887" é desconhecido pelo sistema. Utilize um identificador de entidade válido, por favor.  |
|        | Earth Spirits                                              | 1938                  | Museus de Arte de Harvard Fogg Museum                                            | Museus de Arte de Harvard                                               |                     | O identificador "Q106881438" é desconhecido pelo sistema. Utilize um identificador de entidade válido, por favor. |
|        | Der Nachlass des Artisten                                  | 1938                  | Museu das Belas Artes                                                            | Museu das Belas Artes                                                   |                     | O identificador "Q131586282" é desconhecido pelo sistema. Utilize um identificador de entidade válido, por favor. |
|        | Night Flower                                               | 1938                  | Museu Sprengel                                                                   | Museu Sprengel                                                          |                     | O identificador "Q132618604" é desconhecido pelo sistema. Utilize um identificador de entidade válido, por favor. |
|        | North-eastern                                              | 1938                  | Museu Sprengel                                                                   | Museu Sprengel                                                          |                     | O identificador "Q132618618" é desconhecido pelo sistema. Utilize um identificador de entidade válido, por favor. |
|        | Broken Key                                                 | 1938                  | Museu Sprengel                                                                   | Museu Sprengel                                                          |                     | O identificador "Q132618632" é desconhecido pelo sistema. Utilize um identificador de entidade válido, por favor. |
|        | Übermut Exubérance                                         | 1939                  | Zentrum Paul Klee                                                                | Zentrum Paul Klee                                                       |                     | O identificador "Q111527399" é desconhecido pelo sistema. Utilize um identificador de entidade válido, por favor. |
|        | In Position                                                | 1939                  | No/unknown value                                                                 |                                                                         |                     | O identificador "Q111528686" é desconhecido pelo sistema. Utilize um identificador de entidade válido, por favor. |
|        | Conquest of the Mountain                                   | 1939                  | Museu Nacional de Arte Moderna de Tóquio                                         | Museu Nacional de Arte Moderna de Tóquio                                |                     | O identificador "Q111600085" é desconhecido pelo sistema. Utilize um identificador de entidade válido, por favor. |
|        | Hot Pursuit                                                | 1939                  | Fogg Museum                                                                      | Fogg Museum                                                             |                     | O identificador "Q111655758" é desconhecido pelo sistema. Utilize um identificador de entidade válido, por favor. |
|        | Über-Blick                                                 | 1939                  | Museum Ludwig                                                                    | Museum Ludwig                                                           |                     | O identificador "Q133236163" é desconhecido pelo sistema. Utilize um identificador de entidade válido, por favor. |
|        | Ein Tor                                                    | 1939                  | Fondation Beyeler                                                                | Fondation Beyeler                                                       |                     | O identificador "Q133256000" é desconhecido pelo sistema. Utilize um identificador de entidade válido, por favor. |
|        | O! die Gerüchte!                                           | 1939                  | Fondation Beyeler                                                                | Fondation Beyeler                                                       |                     | O identificador "Q133256006" é desconhecido pelo sistema. Utilize um identificador de entidade válido, por favor. |
|        | Relapse of a Converted Woman                               | 1939                  | Aichi Prefectural Museum of Art                                                  | Aichi Prefectural Museum of Art                                         |                     | O identificador "Q135225676" é desconhecido pelo sistema. Utilize um identificador de entidade válido, por favor. |
|        | Girl in Mourning                                           | 1939                  | Metropolitan Museum of Art                                                       | Metropolitan Museum of Art                                              |                     | O identificador "Q19921073" é desconhecido pelo sistema. Utilize um identificador de entidade válido, por favor.  |
|        | Angel Applicant                                            | 1939                  | Metropolitan Museum of Art                                                       | Metropolitan Museum of Art                                              |                     | O identificador "Q19922046" é desconhecido pelo sistema. Utilize um identificador de entidade válido, por favor.  |
|        | Blue-Bird-Pumpkin                                          | 1939                  | Metropolitan Museum of Art                                                       | Metropolitan Museum of Art                                              |                     | O identificador "Q20200066" é desconhecido pelo sistema. Utilize um identificador de entidade válido, por favor.  |
|        | Historic Ground (Historischer Boden)                       | 1939                  | Fundação Barnes                                                                  | Fundação Barnes                                                         |                     | O identificador "Q28127878" é desconhecido pelo sistema. Utilize um identificador de entidade válido, por favor.  |
|        | This Bloom is About to Wither (Diese Blüte Will Verwelken) | 1939                  | Fundação Barnes                                                                  | Fundação Barnes                                                         |                     | O identificador "Q28127882" é desconhecido pelo sistema. Utilize um identificador de entidade válido, por favor.  |
|        | Exotics                                                    | 1939                  | Art Institute of Chicago                                                         | Art Institute of Chicago                                                |                     | O identificador "Q58022418" é desconhecido pelo sistema. Utilize um identificador de entidade válido, por favor.  |
|        | Group of Masks                                             | 1939                  | Museu de Israel                                                                  | Museu de Israel                                                         |                     | O identificador "Q76626135" é desconhecido pelo sistema. Utilize um identificador de entidade válido, por favor.  |
|        | The Man of Confusion                                       | 1939                  | Museu de Arte de Saint Louis                                                     | Museu de Arte de Saint Louis                                            |                     | O identificador "Q78741903" é desconhecido pelo sistema. Utilize um identificador de entidade válido, por favor.  |
|        | Hot Pursuit                                                | 1939                  | Museus de Arte de Harvard Fogg Museum                                            | Museus de Arte de Harvard                                               |                     | O identificador "Q106875249" é desconhecido pelo sistema. Utilize um identificador de entidade válido, por favor. |
|        | Stimme aus dem Äther: 'und du wirst dich satt essen'       | 1939                  | Victoria and Albert Museum                                                       | Victoria and Albert Museum                                              |                     | O identificador "Q119265817" é desconhecido pelo sistema. Utilize um identificador de entidade válido, por favor. |
|        | Zum Jägerbaum                                              | 1939                  | Museu das Belas Artes                                                            | Museu das Belas Artes                                                   |                     | O identificador "Q131586283" é desconhecido pelo sistema. Utilize um identificador de entidade válido, por favor. |
|        | Flowers in Stone                                           | 1939                  | Museu Sprengel                                                                   | Museu Sprengel                                                          |                     | O identificador "Q132617408" é desconhecido pelo sistema. Utilize um identificador de entidade válido, por favor. |
|        | Death and Fire                                             | 1940                  | Zentrum Paul Klee                                                                | Zentrum Paul Klee                                                       |                     | O identificador "Q17001528" é desconhecido pelo sistema. Utilize um identificador de entidade válido, por favor.  |
|        | Untitled                                                   | 1940                  | Museu de Arte Moderna de São Francisco                                           | Museu de Arte Moderna de São Francisco                                  |                     | O identificador "Q50323090" é desconhecido pelo sistema. Utilize um identificador de entidade válido, por favor.  |
|        | Enclosure for Pachyderms                                   | 1940                  | KODE Art museums and composer homes Art Museums of Bergen Lysverket              | Lysverket                                                               |                     | O identificador "Q104695704" é desconhecido pelo sistema. Utilize um identificador de entidade válido, por favor. |
|        | Dying Down                                                 | 1940                  | Scharf-Gerstenberg Collection                                                    | Scharf-Gerstenberg Collection                                           |                     | O identificador "Q111530778" é desconhecido pelo sistema. Utilize um identificador de entidade válido, por favor. |
|        | Ohne Titel (Gefangen/Diesseits-Jenseits/Figur)             | 1940                  | Fondation Beyeler                                                                | Fondation Beyeler                                                       |                     | O identificador "Q133256019" é desconhecido pelo sistema. Utilize um identificador de entidade válido, por favor. |
|        | A Walking Woman                                            | 1940                  | Miyazaki Prefectural Art Museum                                                  | Miyazaki Prefectural Art Museum                                         |                     | O identificador "Q135188997" é desconhecido pelo sistema. Utilize um identificador de entidade válido, por favor. |
|        | The Hour Before One Night                                  | 1940                  | Metropolitan Museum of Art                                                       | Metropolitan Museum of Art                                              |                     | O identificador "Q19917568" é desconhecido pelo sistema. Utilize um identificador de entidade válido, por favor.  |
|        | Dancing Girl                                               | 1940                  | Art Institute of Chicago                                                         | Art Institute of Chicago                                                |                     | O identificador "Q20268748" é desconhecido pelo sistema. Utilize um identificador de entidade válido, por favor.  |
|        | verglühendes                                               | 1940                  | Scharf-Gerstenberg Collection                                                    | Scharf-Gerstenberg Collection                                           |                     | O identificador "Q107447900" é desconhecido pelo sistema. Utilize um identificador de entidade válido, por favor. |
|        | Untitled                                                   |                       | Los Angeles County Museum of Art                                                 | Los Angeles County Museum of Art                                        |                     | O identificador "Q20881521" é desconhecido pelo sistema. Utilize um identificador de entidade válido, por favor.  |
|        | The Fruit                                                  |                       | Los Angeles County Museum of Art                                                 | Los Angeles County Museum of Art                                        |                     | O identificador "Q20882107" é desconhecido pelo sistema. Utilize um identificador de entidade válido, por favor.  |
|        | Small Village in the Autumn Sun                            |                       | Los Angeles County Museum of Art                                                 | Los Angeles County Museum of Art                                        |                     | O identificador "Q20882120" é desconhecido pelo sistema. Utilize um identificador de entidade válido, por favor.  |
|        | Friedhofsbau                                               |                       | Coleções de Pinturas do Estado da Baviera                                        | Coleções de Pinturas do Estado da Baviera                               |                     | O identificador "Q29959440" é desconhecido pelo sistema. Utilize um identificador de entidade válido, por favor.  |
|        | Analysis of Various Perversities                           |                       | Museu Nacional de Arte Moderna                                                   | Museu Nacional de Arte Moderna                                          |                     | O identificador "Q111262187" é desconhecido pelo sistema. Utilize um identificador de entidade válido, por favor. |

## pintura a guache
| Imagem | Título      | Data | Coleção                    | Localização                | Gênero | Descrito em |
| ------ | ----------- | ---- | -------------------------- | -------------------------- | ------ | --- |
|        | Deep Pathos | 1915 | Metropolitan Museum of Art | Metropolitan Museum of Art |        | O identificador "Q19920705" é desconhecido pelo sistema. Utilize um identificador de entidade válido, por favor. |

## serigrafía
| Imagem | Título          | Data | Coleção                     | Localização | Gênero           | Descrito em |
| ------ | --------------- | ---- | --------------------------- | ----------- | ---------------- | --- |
|        | Flower Family V | 1922 | Museu Solomon R. Guggenheim |             | pintura abstrata | O identificador "Q19883411" é desconhecido pelo sistema. Utilize um identificador de entidade válido, por favor. |

∑ 479 items.